# Porsche 991
Der Porsche 991 ist die siebte Generation des Porsche 911 seit der Einführung 1963. Der Sportwagen wurde von 2011 bis 2019 gebaut.

## Entwicklung und Konstruktionsmerkmale

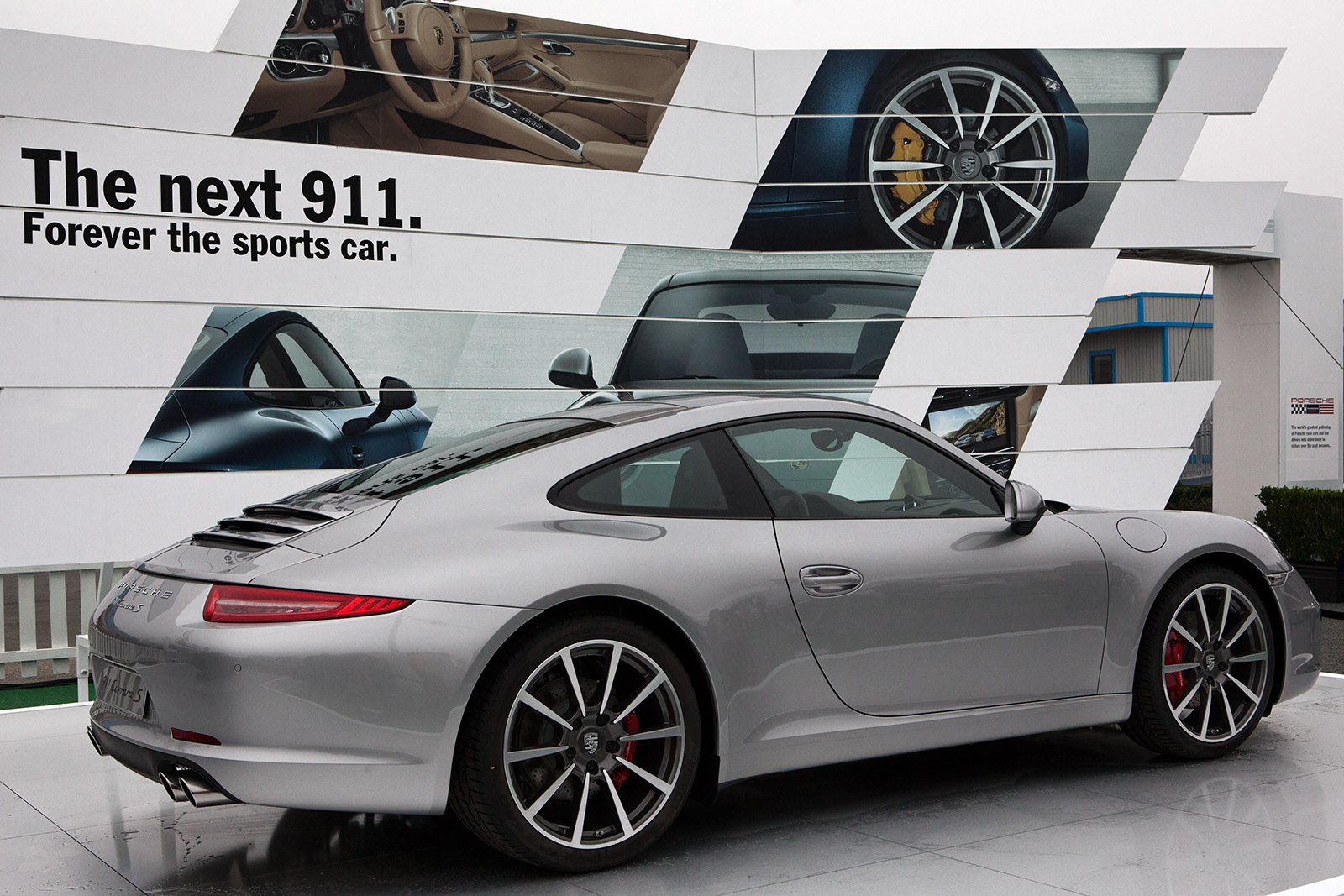
Die typische Silhouette des 911 erhielt am Heck eine markante Sicke über den Auspuffrohren.

Der 991 ist der erste Porsche in Aluminium-Stahl-Mischbauweise. Durch die neue Rohkarosserie konnten rund 80 Kilogramm gegenüber der Rohkarosserie des Vorgängermodells 997 eingespart werden. Insgesamt wurde der Porsche 991 um rund 40 Kilogramm leichter.
Die Karosserien der vorangegangenen Modelle waren mit jedem Generationswechsel wegen der steigenden Sicherheits- und Komfortansprüche schwerer geworden. Der Rohbau des 993 Carrera von 1993 hatte 215 kg gewogen, beim 997 von 2003 waren es 280 kg. Der 991 sollte trotz des 100 mm längeren Radstands und anderer Verbesserungen, die eine um 51 kg höhere Masse bewirkten, leichter werden als sein Vorgänger.
Deshalb wurde die Bodengruppe der Karosserie, Türen und Dach statt aus Stahl aus Aluminium hergestellt. Insgesamt besteht die Rohkarosserie des 991 Carrera Coupé knapp zur Hälfte (44 % der Masse) aus Aluminium. Es wurden Pressteile, Druckgussbauteile, Strangpressprofile und innenhochdruckumgeformte Bauteile aus Aluminium verwendet. Durch das Ausnutzen der Materialeigenschaften ergaben sich außer dem geringeren Gewicht auch Vorteile in der Fertigung: Die hinteren Längsträger sind zum Beispiel nicht nur leichter (pro Seite 8,62 kg statt 14,52 kg), sondern sie bestehen nur noch aus drei statt 14 Teilen und es ergeben sich geringere Maßabweichungen wegen der Integration der Achsaufnahmen in das Druckgussteil. Zum Zusammenbau der Aluminiumteile mussten neue Fügetechniken wie Stanznieten, Durchsetzfügen (Clinchen), Flow-Drill-Schrauben (die Schraube bohrt das Loch und schneidet das Gewinde selbst), Aluminium-MIG-Schweißen und Aluminiumbolzenschweißen eingeführt werden.
Die Seitenteile wurden weiterhin aus Stahl gefertigt; zum einen wäre die Außenwand aus Aluminium nicht in einem Stück herstellbar gewesen, zum anderen sollten diese Teile für den 997 und 991 eine Zeit lang auf einer Produktionsstraße gefertigt werden, an der nur die vorhandenen Widerstandspunktschweißmaschinen genutzt werden konnten. 16 % der Karosserie bestehen aus pressgehärtetem, borlegiertem Stahl (22MnB5).
Das Dach ist aufgeklebt. Es standen drei Varianten zur Wahl: ein sportlich leichtes Dach aus 1,04 mm starken Aluminiumblech und zwei offene Dächer mit Schiebedach entweder aus Blech oder aus Glas. Auch Bodengruppe und Seitenteile sind verklebt und die Nähte zum Schutz vor Kontaktkorrosion abgedichtet.
Trotz des geringeren Gewichtes ist die Karosserie steifer als die des Vorgängers und hat höhere Eigenfrequenzen.
Im Vergleich zum Vorgängermodell 997 veränderte sich der 991 äußerlich nur geringfügig.
Die neugestalteten Leuchtdiodenrückleuchten sind flacher als die des 997. Zudem gibt es eine überarbeitete Frontschürze mit vergrößerten Lufteinlässen. Die beiden Außenspiegel sind wie bereits beim 993 wieder an den beiden Türen befestigt, statt wie beim 996 und 997 im Fensterdreieck, wie es auch bei den Überarbeitungen aller Porsche-Modelle seit dem Cayenne 92A vorgenommen wurde.
Die Sechszylinder-Boxer-Motoren mit einem Hubraum zwischen 3,4 und 3,8 Litern sowie Benzindirekteinspritzung verbrauchen dank eines Start-Stopp-Systems und anderer Maßnahmen im Normzyklus bis zu zwölf Prozent weniger Kraftstoff.

## Modelle

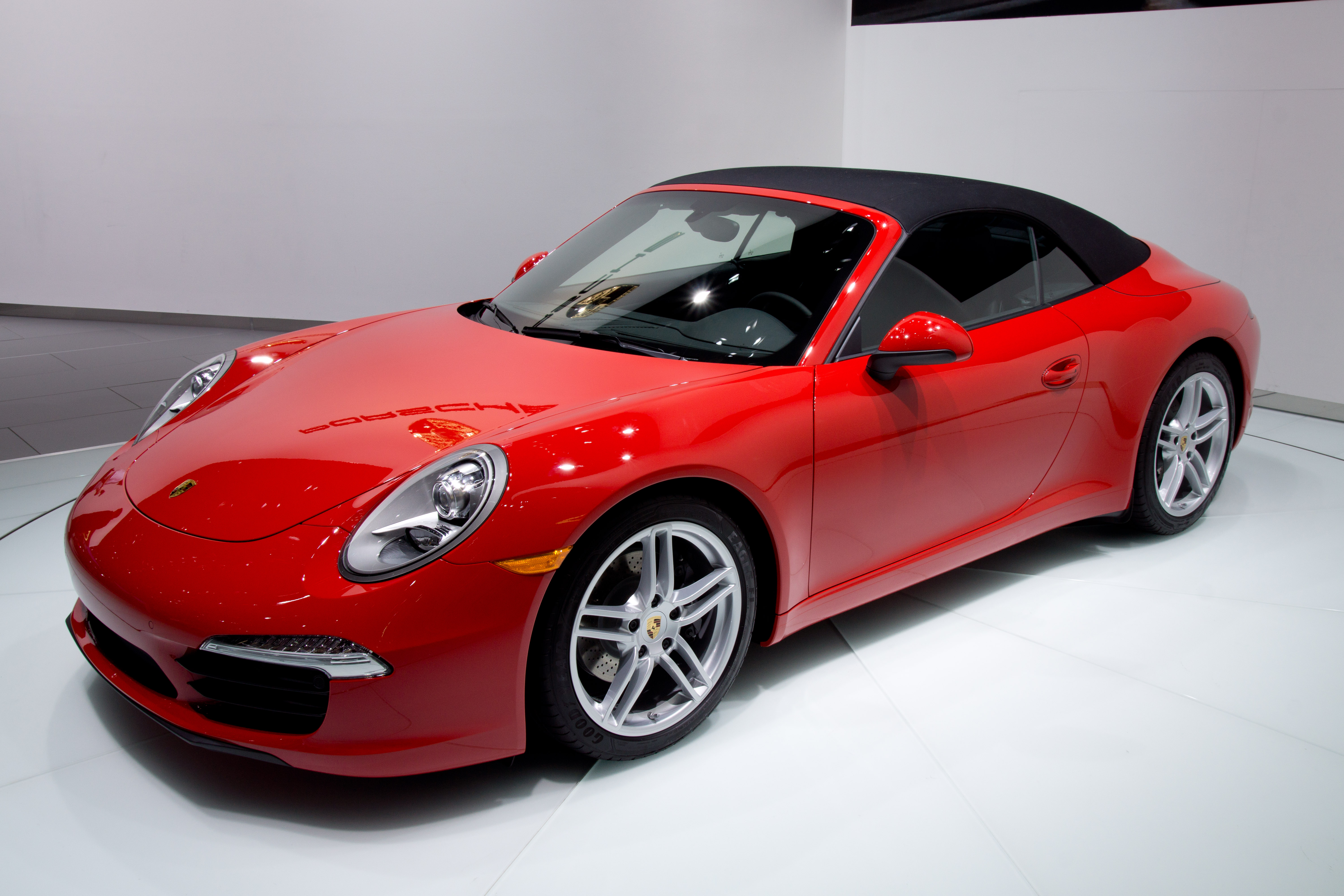
Vier Monate nach der Präsentation des 991 Carrera Coupé feierte Porsche im Rahmen der NAIAS in Detroit die Weltpremiere der Cabrioversion des 991.

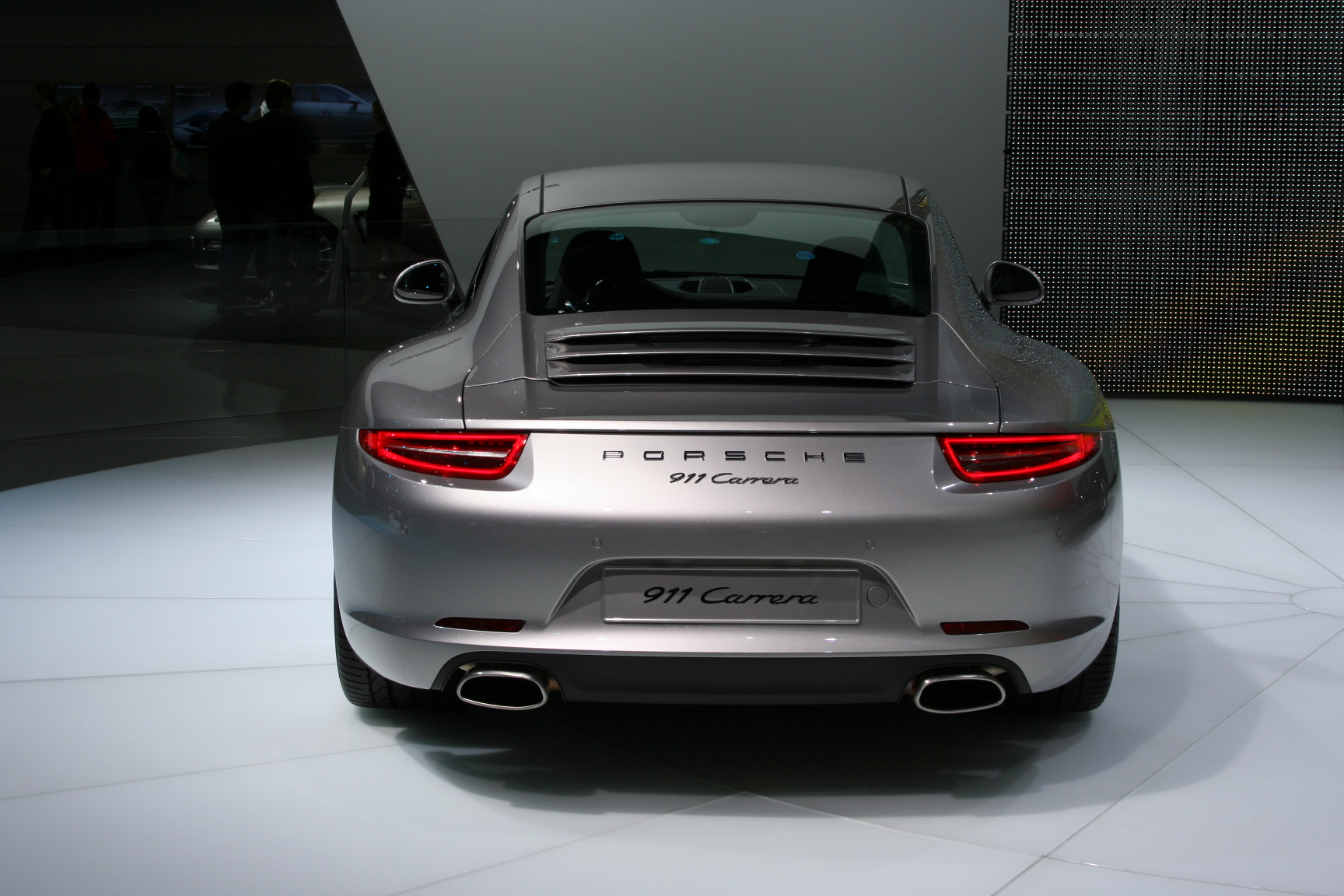
Über der Modellbezeichnung „911“ steht am Heck der Name des Herstellers „PORSCHE“.

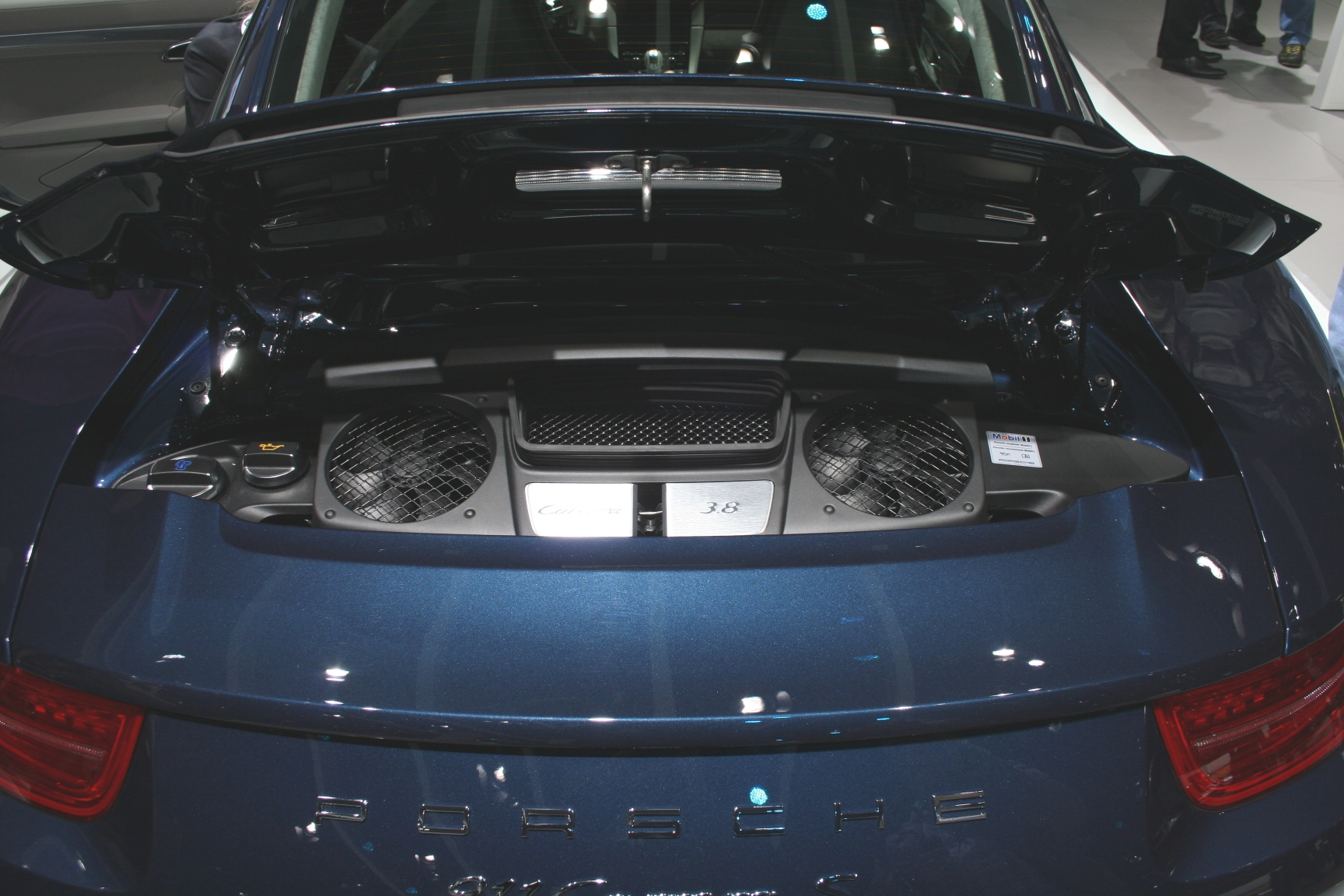
Statt einer Motorhaube ist am Heck nun eine Serviceklappe angebracht (hier am 911 Carrera S zu sehen).

Nach dem Carrera erschienen (wie bei Porsche üblich) nach und nach weitere Modellvarianten.
Im weiteren Verlauf des Jahres 2012 erschienen zunächst der allradgetriebene Carrera 4(S) sowie im zweiten Halbjahr der neue 911 GT3 Cup.
Im Jahr 2013 erschien zudem ein auf 1.963 Exemplare limitiertes Sondermodell des Carrera S anlässlich des 50-jährigen Jubiläums des Porsche 911, das am Heck zusätzlich zur in der klassischen Form gehaltenen Modellbezeichnung 911 die rot gefärbten Ziffern 50 trägt.
Im Cockpit leuchten die Ziffern grün wie beim Ur-Elfer. Die Sitzbezüge haben Pepita-Muster und die 20-Zoll-Räder erinnern an die Fuchs-Felgen. Drei klassische Farbtöne (Geysirgraumetallic, Graphitgraumetallic und Schwarz uni), Chromspangen an Schürze, Scheiben und Bürzel sowie eine Sportauspuffanlage komplettieren das Sondermodell. Er hat die um 44 mm verbreiterte Karosserie, die eigentlich den Modellen mit Allradantrieb vorbehalten ist.
Als Option gegen Aufpreis gab es eine Werksleistungssteigerung (WLS) mit 323 kW (430 PS).
Die Modelle Porsche 911 GT3, der Langstrecken-Rennwagen GT3 RSR, der 911 Turbo und der 911 Targa erschienen 2014.

### 911 Carrera
Zur Premiere auf der IAA wurden nur die heckgetriebenen 911 Carrera und 911 Carrera S als Coupé gezeigt. Die entsprechenden Cabrioversionen kamen am 3. März 2012 (vier Monate nach der Markteinführung der beiden Carrera-Coupé-Modelle) auf den Markt. Im Jahr 2012 wurden die allradgetriebenen Carrera-4(S)-Modelle eingeführt. Seit Mitte 2012 sind die Carrera-S-Modelle mit einer Leistungssteigerung von 22 kW (30 PS) auf 316 kW (430 PS) erhältlich.

### 911 GT3

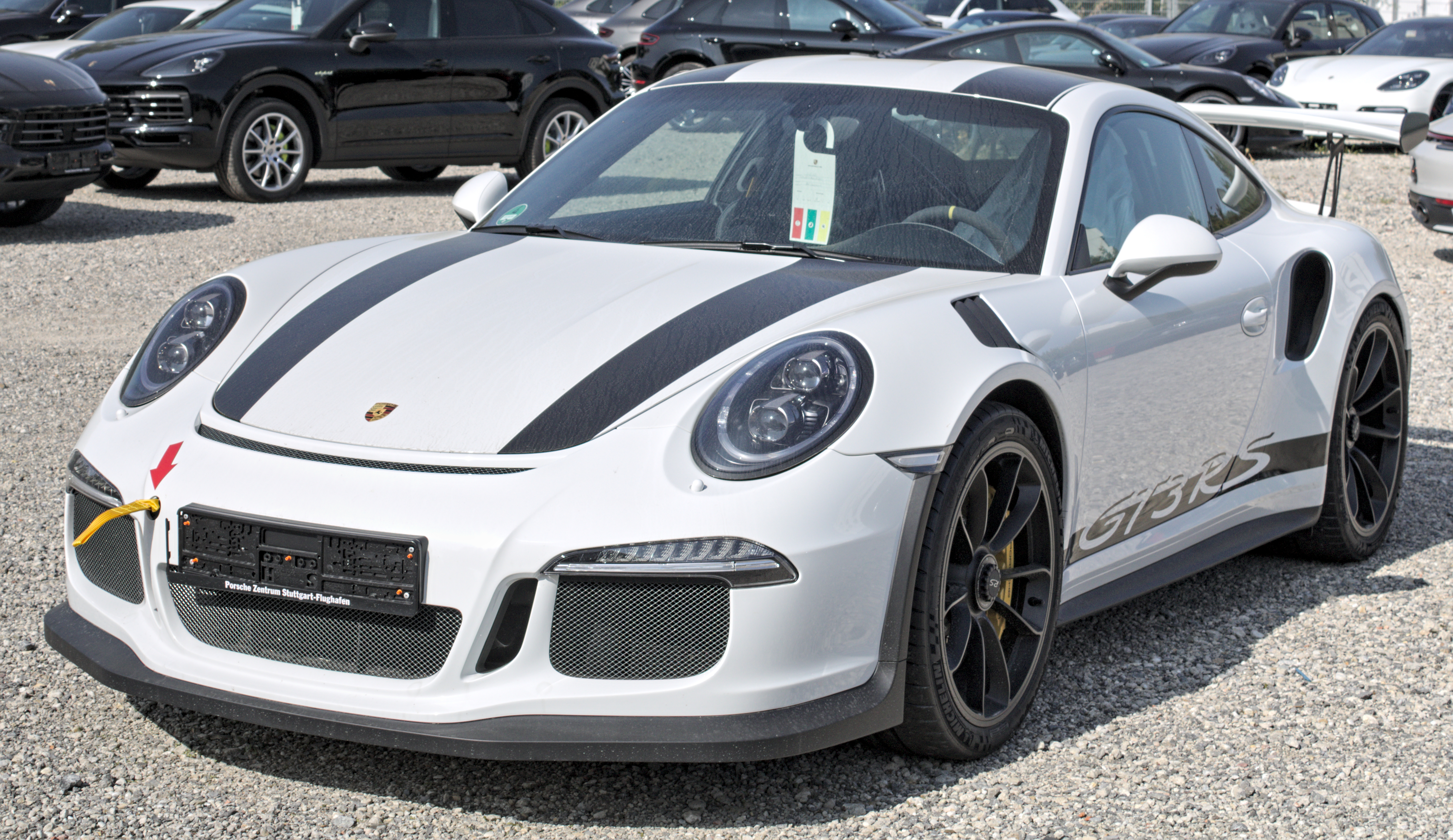
Porsche 911 Typ 991.1 GT3 RS 4.0

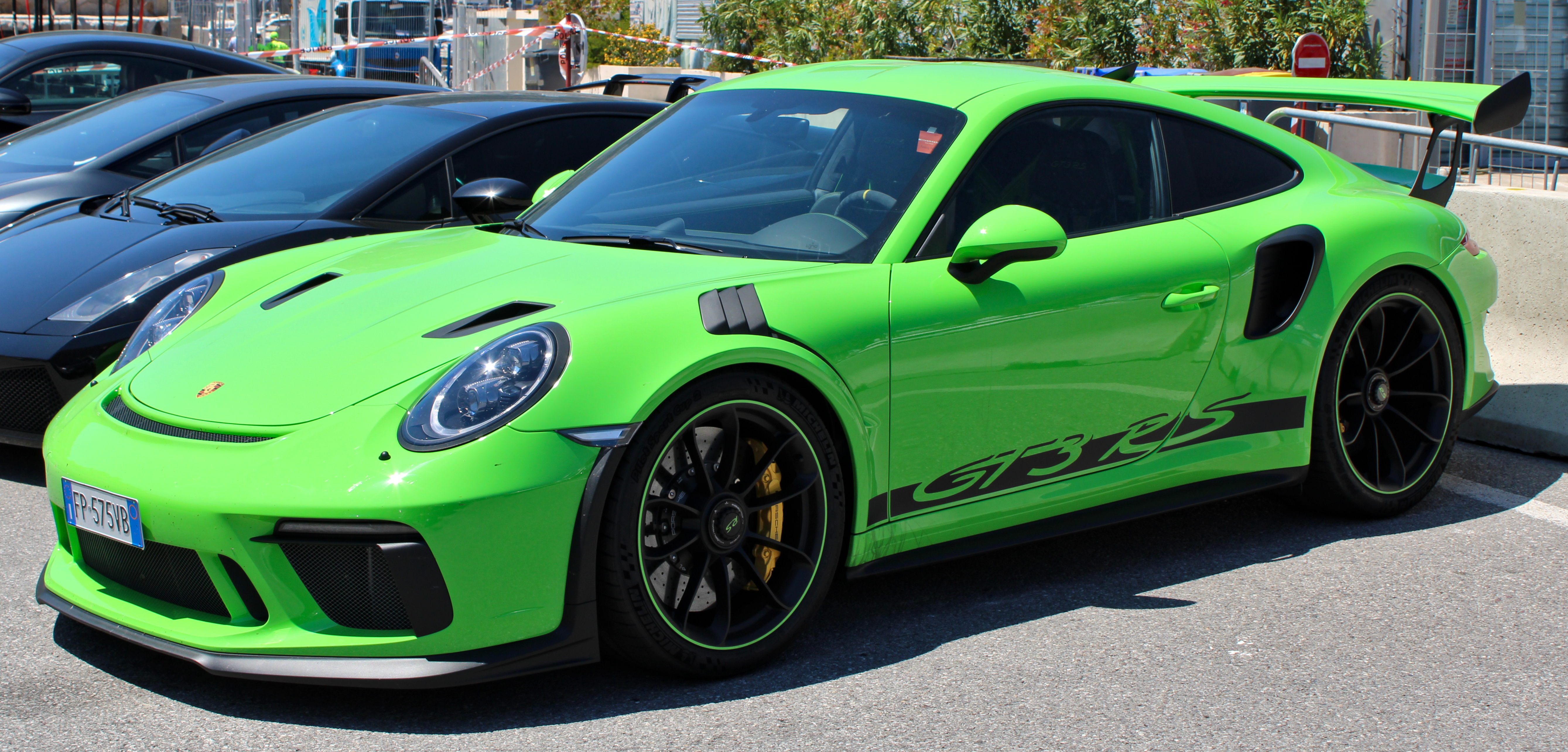
Porsche 911 Typ 991.2 GT3 RS 4.0

Anfang Dezember 2011 wurden die ersten Prototypen bzw. Testfahrzeuge des 991 GT3 fotografiert. Wie bereits die GT3-Modelle der Typen 996 und 997 hatte auch der 2013 erschienene 991 GT3 einen feststehenden Heckflügel auf der Motorabdeckung sowie eigens für das Modell angefertigte Front- und Heckschürzen. Als weiteres charakteristisches Design-Merkmal blieben die wie bei den zwischen 2006 und 2011 produzierten Modellen des 997 GT3 V mittig angeordneten Auspuffrohre unterhalb der Kennzeichenhalterung erhalten.
Die neue Generation hatte etwas mehr Leistung und war trotzdem beim NEFZ-Verbrauch sparsamer. Durch die Verwendung von Leichtbaumaterialien sowie eine gegenüber den Carrera-Modellen reduzierte Komfortausstattung verringerte sich das Leergewicht (nach DIN 70020) im Vergleich zu den Vorgängermodellen um zirka 40 kg auf rund 1350 kg. Damit war der 991 GT3 das leichteste GT3-Modell seit Präsentation der Modellreihe im Jahr 1999.
Der 991.1 GT3 wurde serienmäßig mit Doppelkupplungsgetriebe und Allradlenkung ausgeliefert. Das Facelift-Modell 991.2 GT3 war hingegen auch mit einem konventionellen Handschaltgetriebe lieferbar. Für Fahrzeuge des Modelljahrs 2013 gab es eine Rückrufaktion, da zwei Fahrzeuge in Brand gerieten.
Der Porsche 991 GT3 RS kam im Mai 2015 für 181.690 Euro auf den Markt. Der 4,0-Liter-6-Zylinder-Boxermotor im Heck erreichte eine maximale Leistung von 368 kW (500 PS) bei 8.250/min. Das maximale Drehmoment von 460 Nm lag bei 6.250/min an. Der Porsche 991 GT3 RS wurde ausschließlich mit dem 7-Gang-Doppelkupplungsgetriebe (PDK) ausgestattet. Das Leergewicht des Fahrzeugs wurde um weitere zehn Kilogramm reduziert und betrug fahrfertig 1420 Kilogramm. 2018 erhielt auch der GT3 RS eine Modellpflege; sein 4,0-Liter-Motor leistet nun 383 kW (521 PS), das Drehmoment stieg von 460 auf 470 Nm.

### 911 Turbo
Wie schon beim Vorgänger bringen die Topmodelle 911 Turbo und Turbo S einige Neuheiten mit sich, dazu zählt eine Hinterachslenkung, die das Fahrzeug agiler in Kurven und stabiler im Geradeauslauf macht. Dabei können die Hinterräder, abhängig von Fahrgeschwindigkeit, Lenkwinkel und Fahrsituation, mit bis zu 2,8 Grad mit- oder gegenlenken. Dies führt zu einer virtuellen Radstandsveränderung von −250 bis +500 Millimeter. Weitere Änderungen gegenüber den 997-Turbo-Modellen sind die Front- und Heckspoiler, die nun jeweils in drei Stufen ausgefahren werden können. Die Leistung des Turbo-Modells beträgt 383 kW (521 PS), die des Turbo-S-Modells 412 kW (560 PS) bzw. seit Anfang 2016 427 kW (580 PS). Die Porsche-911-Turbo-Modelle sind serienmäßig mit Sound-Symposer ausgestattet. Dieser überträgt die Ansauggeräusche des Turbomotors per Membran in den Innenraum. Die variable Dämpfung Porsche Active Suspension Management (PASM) und die Wankstabilisierung PDCC wurden eingeführt.

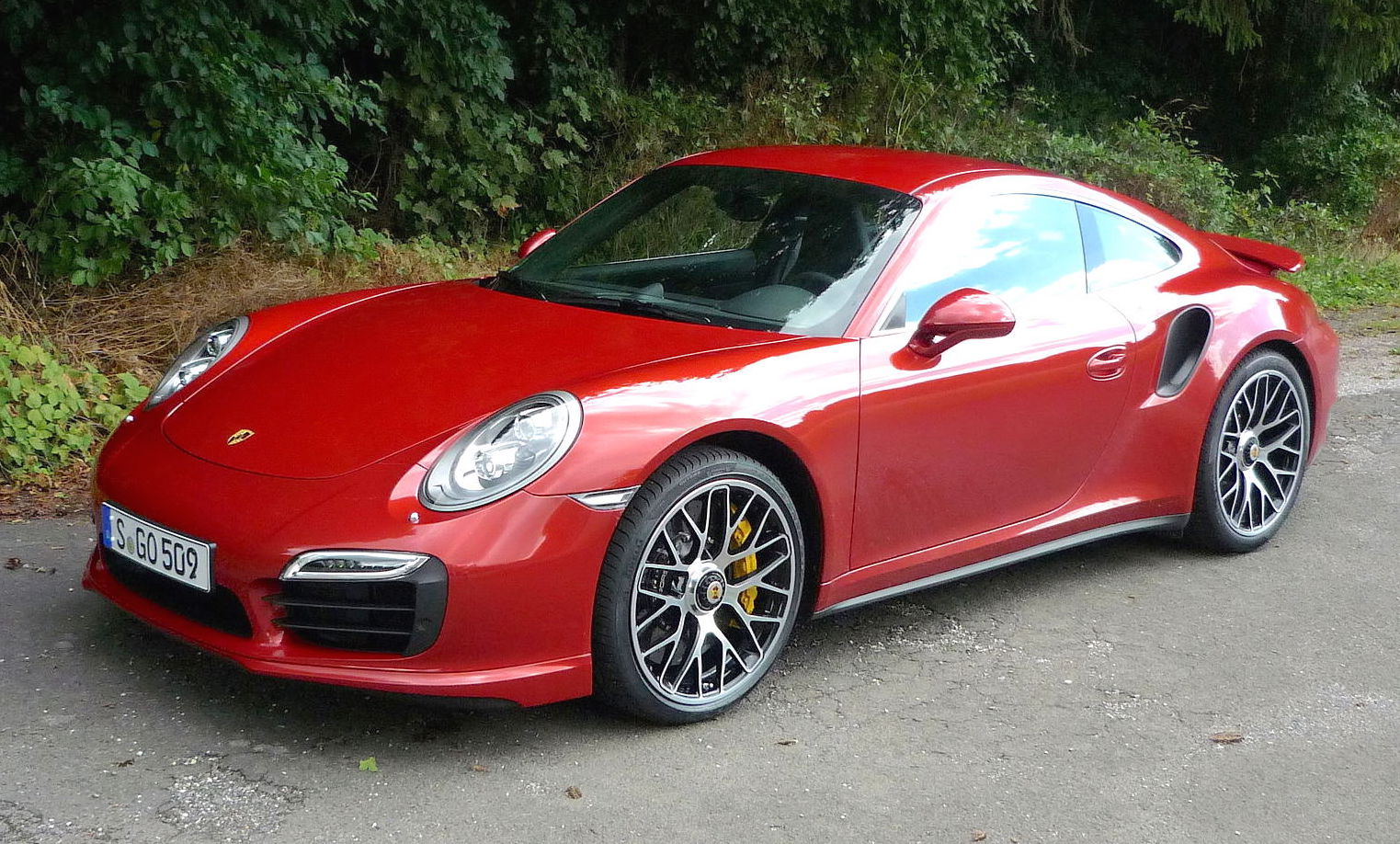
Porsche Turbo S (991)
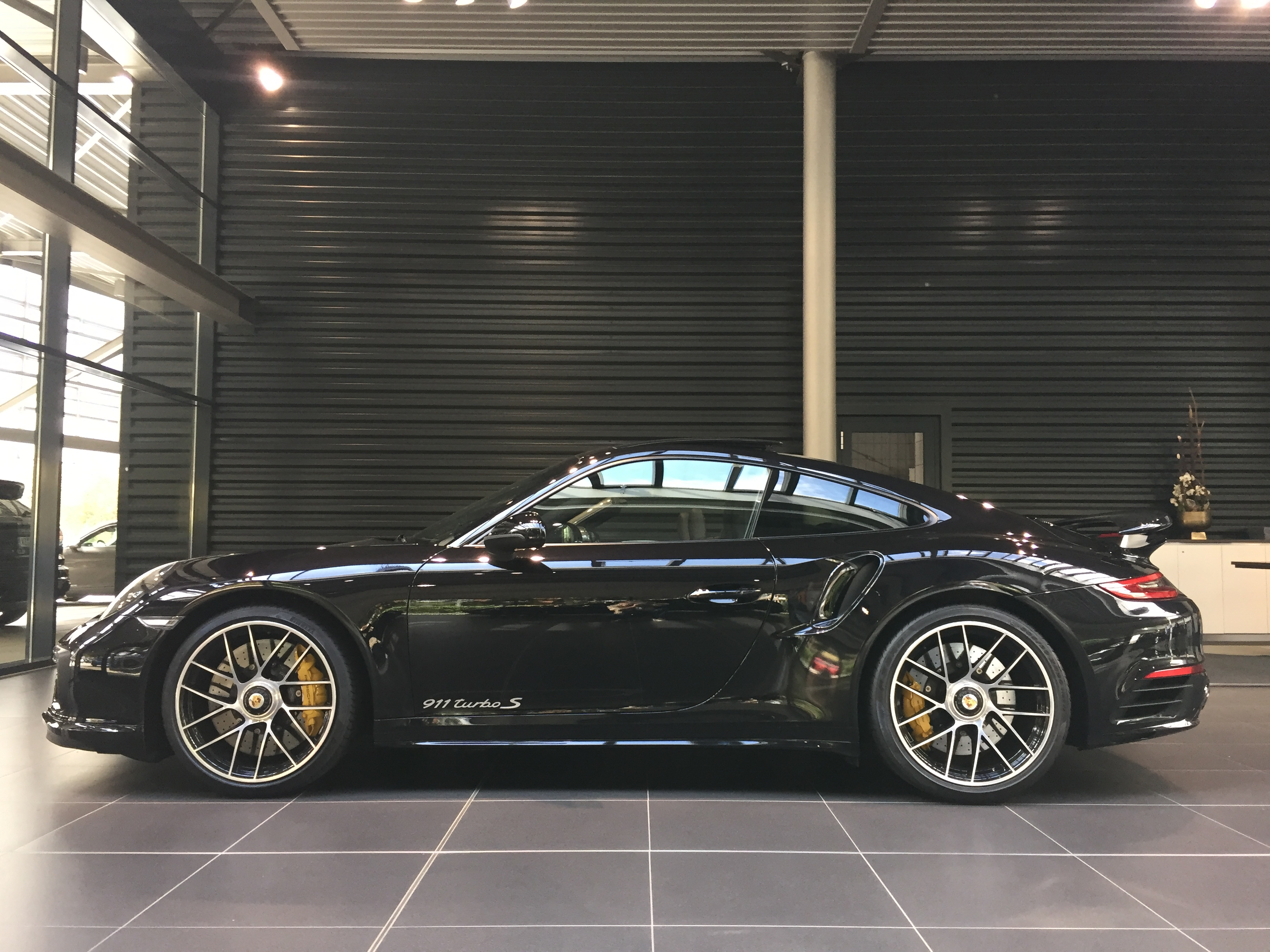
Seitenansicht Turbo S
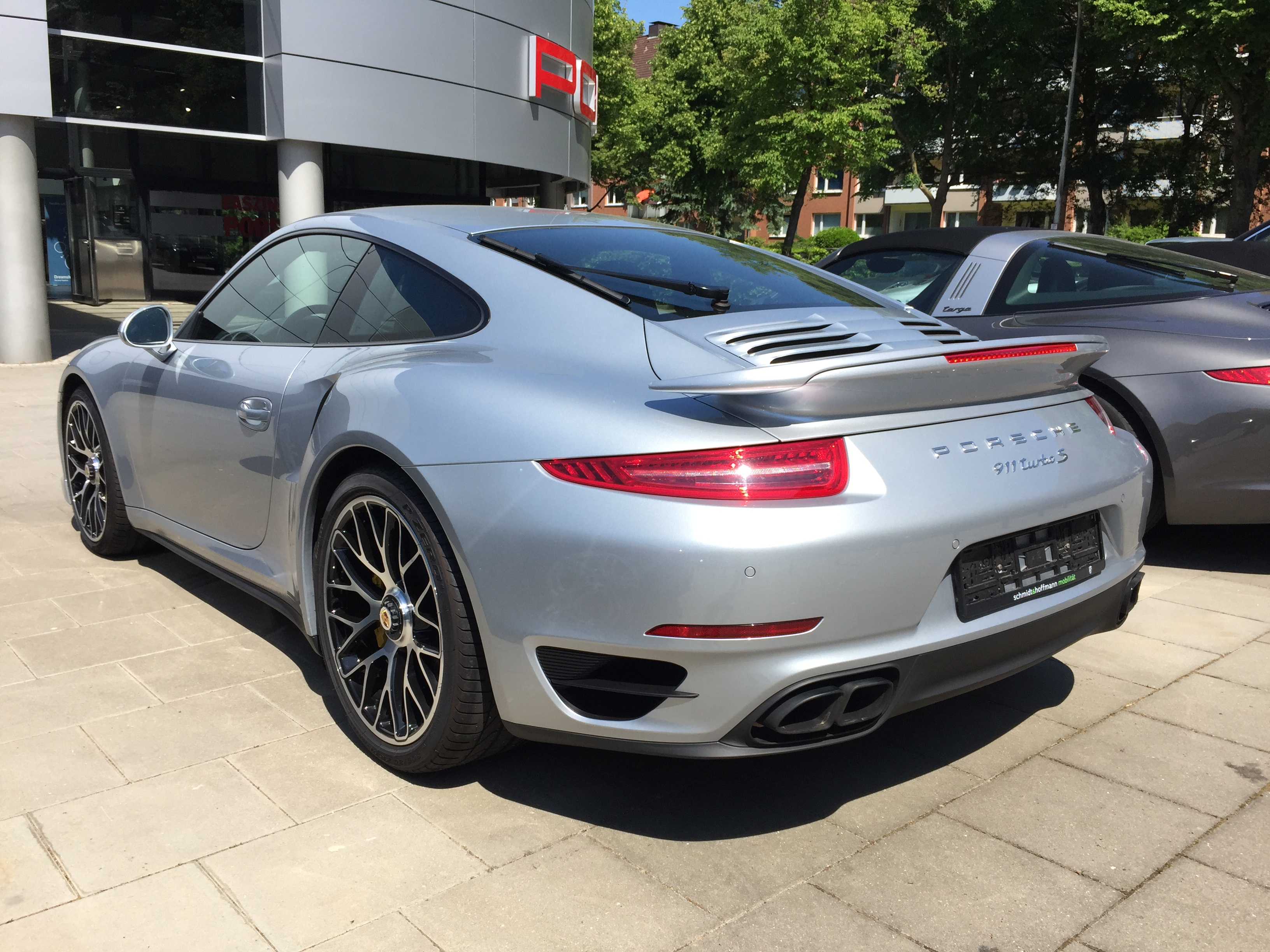
Heckansicht Turbo S
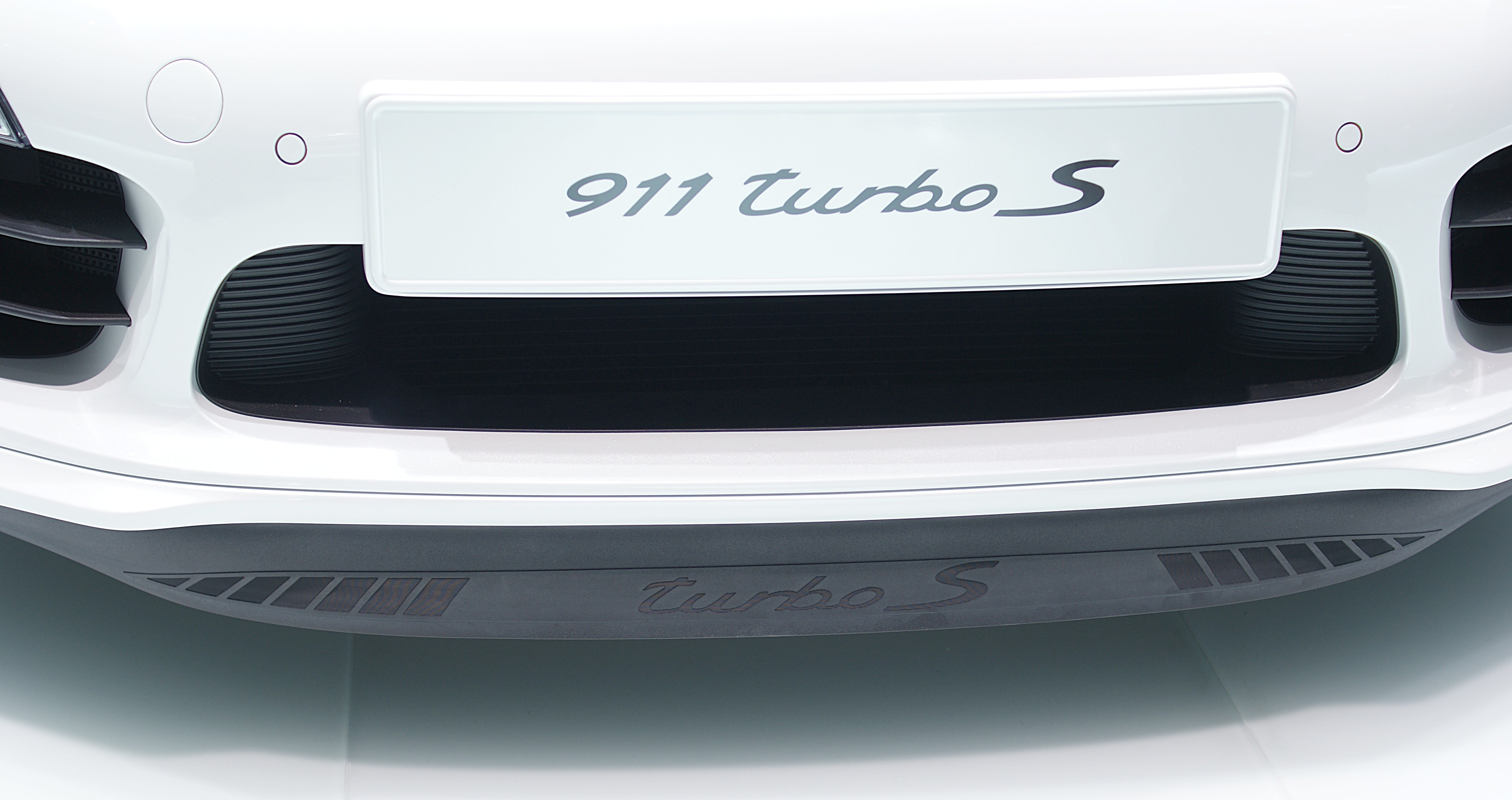
Porsche 911 Turbo S: dreistufig ausfahrbarer Frontspoiler, IAA 2013
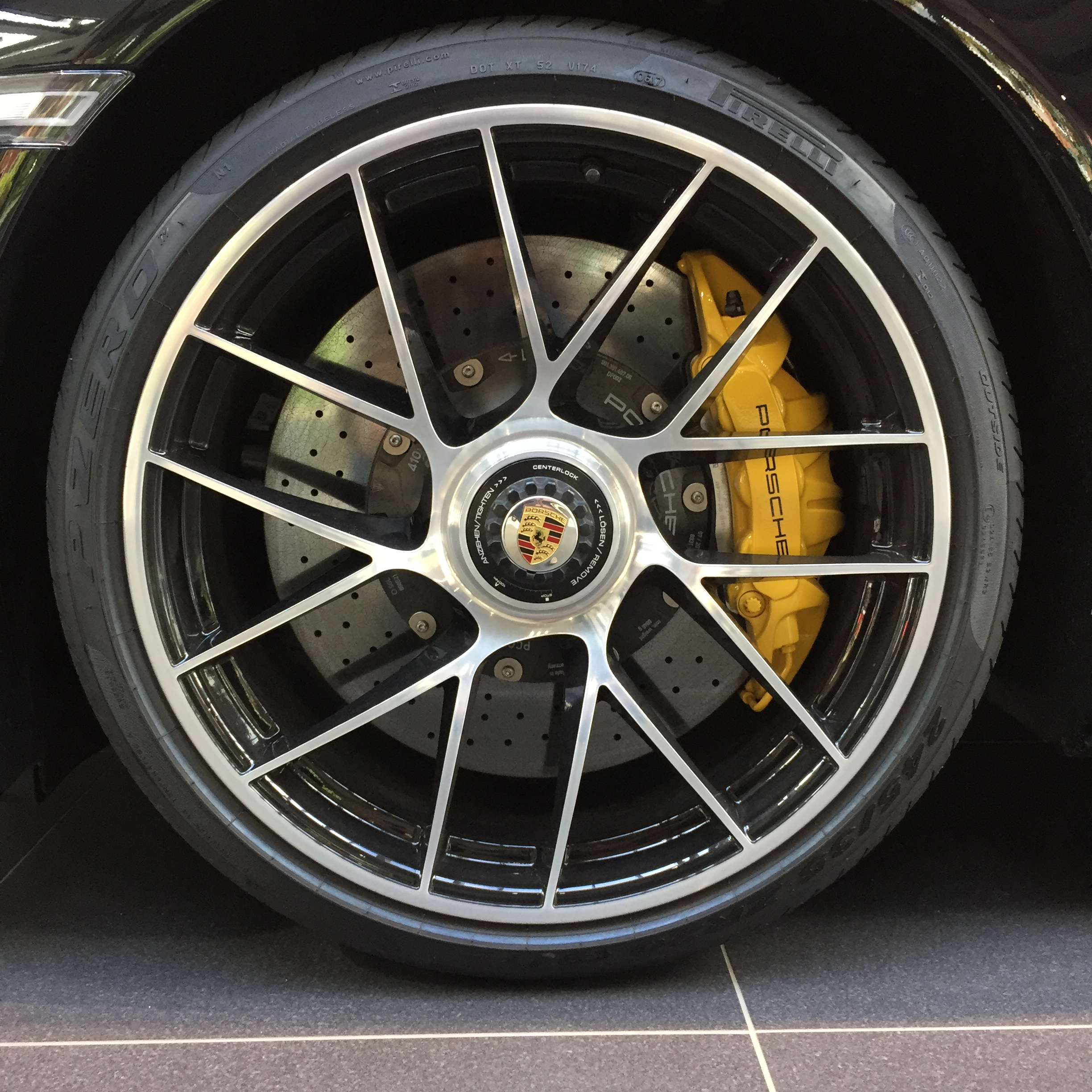
Rad des Turbo S mit Zentralverschluss
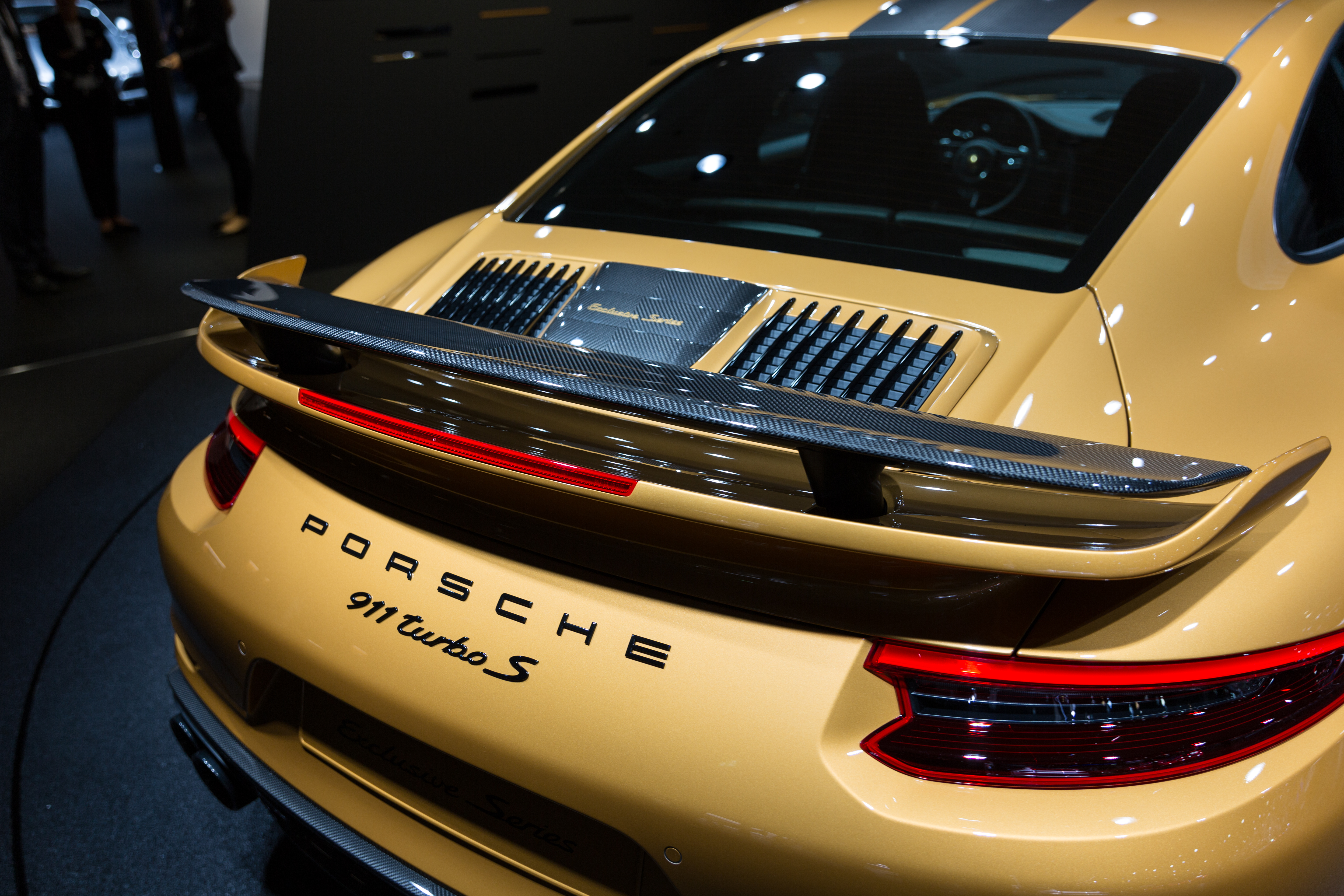
Heckflügel des 911 Turbo mit Aerokit

### 911 Targa

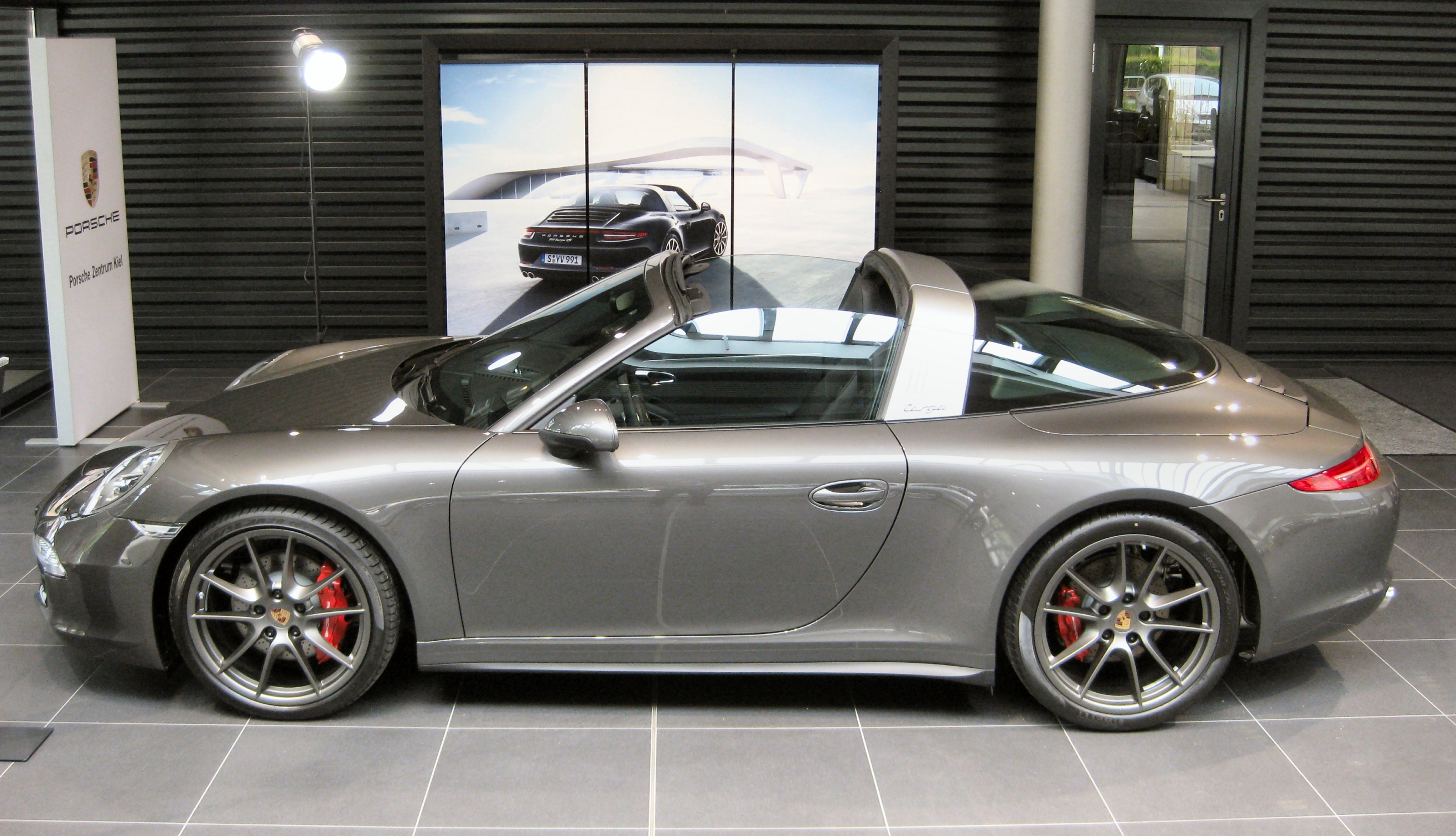
Porsche Targa 4S (991)

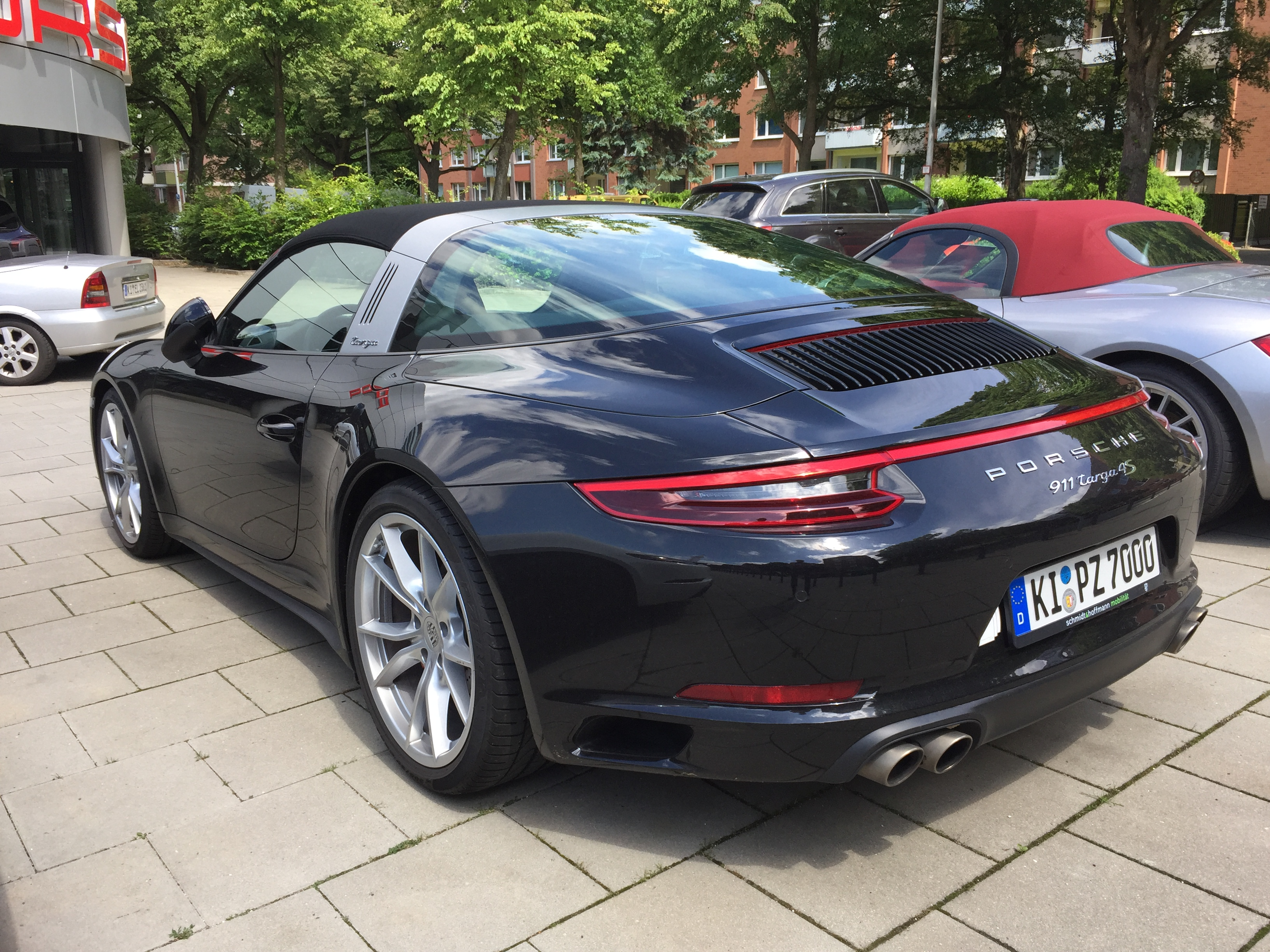
Porsche Targa 4S (991)

Am 14. Januar 2014 wurde auf der Motorshow in Detroit der Porsche 911 Targa (Typ 991) vorgestellt. Er hat ein Softtop mit feststehendem Überrollbügel und einteiliger Heckscheibe, wie es seit dem ersten Targa-Modell bis zur Baureihe 964 produziert wurde. Porsche bewirbt dieses Modell unter anderem mit dem Slogan „Stellen Sie sich vor, Sie treffen Ihre Jugendliebe wieder. Und sie ist noch schöner geworden.“
Angeboten wird dieses Modell in den Versionen 911 Targa 4, 911 Targa 4S und 911 Targa 4 GTS. Das Dachteil zwischen der A-Säule (Frontscheibe) und dem Targabügel (B-Säule) ist ähnlich den Klappdachcabriolets anderer Hersteller automatisch ausfahrbar: Das gesamte Heckscheibenmodul wird dafür zunächst nach hinten ausgefahren. Dabei werden Teile des Targabügels links und rechts ausgeschwenkt, um das Targadach dann hinter den Notsitzen abzulegen. Das Heckscheibenmodul wird schließlich zurück in die Ausgangsposition gebracht. Die Türen sind rahmenlos, so dass der Bereich zwischen A- und B-Säule dann völlig offen ist, wie es bei den Ur-Targamodellen der Fall war. Am 10. Mai 2014 führte Porsche das Modell auf dem Markt ein.
Die Basispreise belaufen sich auf 109.338 Euro für den 911 Targa 4, auf 124.094 Euro für den 911 Targa 4S und auf 146.228 Euro für den 911 Targa 4 GTS.

### Sondermodell „50 Jahre 911“ (2013)
Anlässlich des 50-jährigen Jubiläums legte Porsche ein Sondermodell auf, das auf 1963 Fahrzeuge limitiert war. Das Fahrzeug auf Basis des Carrera S  war auf Wunsch mit Werksleistungssteigerung lieferbar. Dabei bekam er zusätzlich das breitere Heck der Carrera GTS- und Allradantriebsmodelle. Folgende Farben standen zur Wahl: geysirgraumetallic, graphitgrau, schwarz. Beim Interieur waren Achatgrau-Geysirgrau und Schwarz-Dunkelsilber im Retro-Style von 1963 lieferbar. Die Sitzbezüge waren in zweifarbigem, gewebten Textil im Pepita-Stil gehalten. Die Lüftungsgitter auf der Motorhaube waren ebenfalls stilistisch angepasst und die Räder den seinerzeit typischen Fuchsfelgen nachempfunden (20"-Sport-Classic-Rad). Am Heck ziert das Fahrzeug ein Typenschild im Design der frühen Jahre ergänzt durch die rote Zahl 50.
Besonderheit ist die Tatsache, dass das 4×2 Modell wie beim GTS das breite Heck hat.
Zusätzlich konnte für 4.911 Euro ein Optionspaket geordert werden, welches aus dem Sport-Chrono-Paket (analoge und digitale Stoppuhren, Launch-Control (Schlupfregelung beim Anfahren), dynamische Motorlager), dem Porsche Communication Management (PCM), einem Telefonmodul sowie Parkassistent und Sitzheizung bestand.

#### Bildergalerie 50 Jahre 911

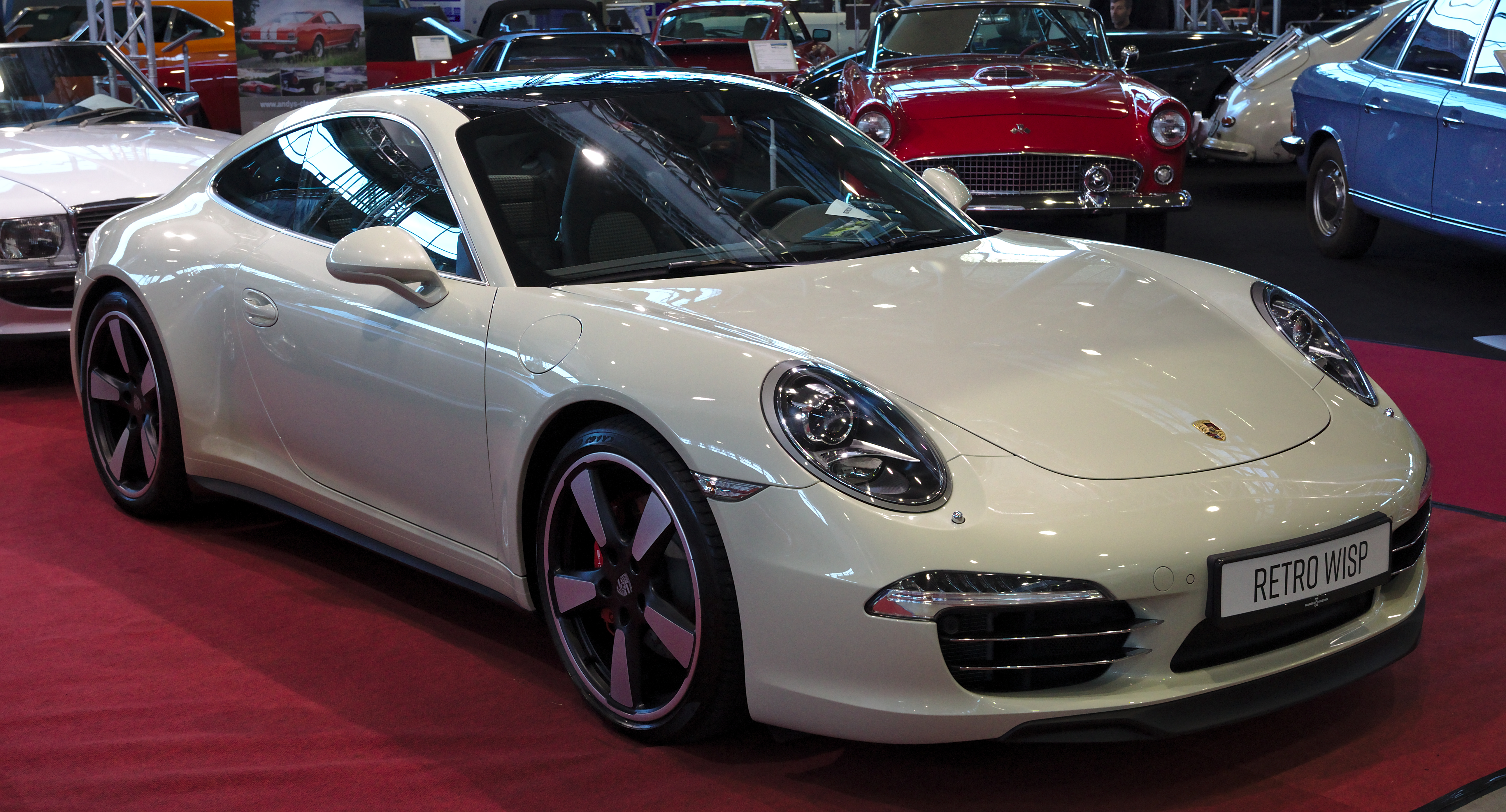
Porsche 911 (Typ 991) in der Edition „50 Jahre 911“, u. a. mit modern interpretierten Fuchsfelgen
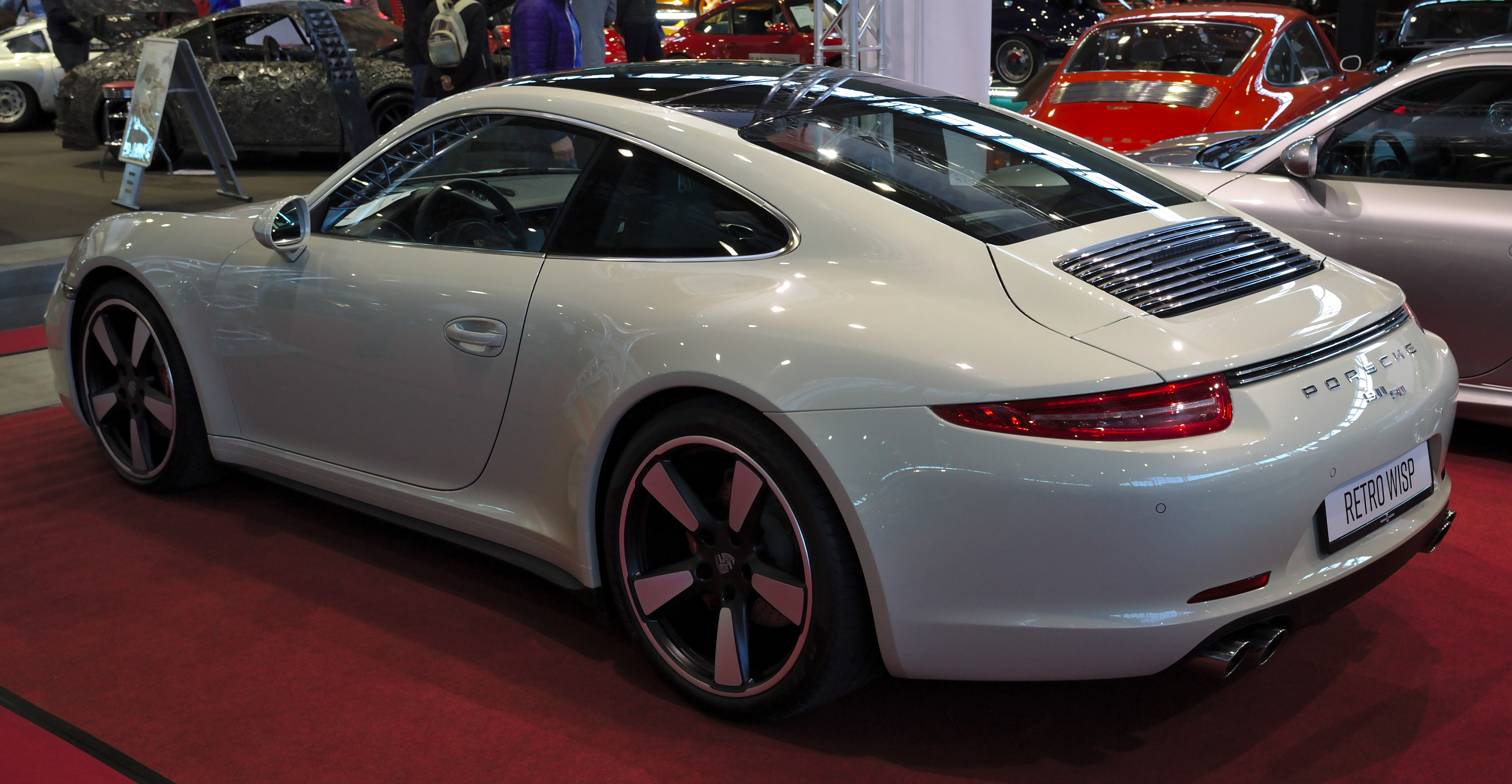
Porsche 911 (Typ 991) Edition „50 Jahre 911“ Heckansicht
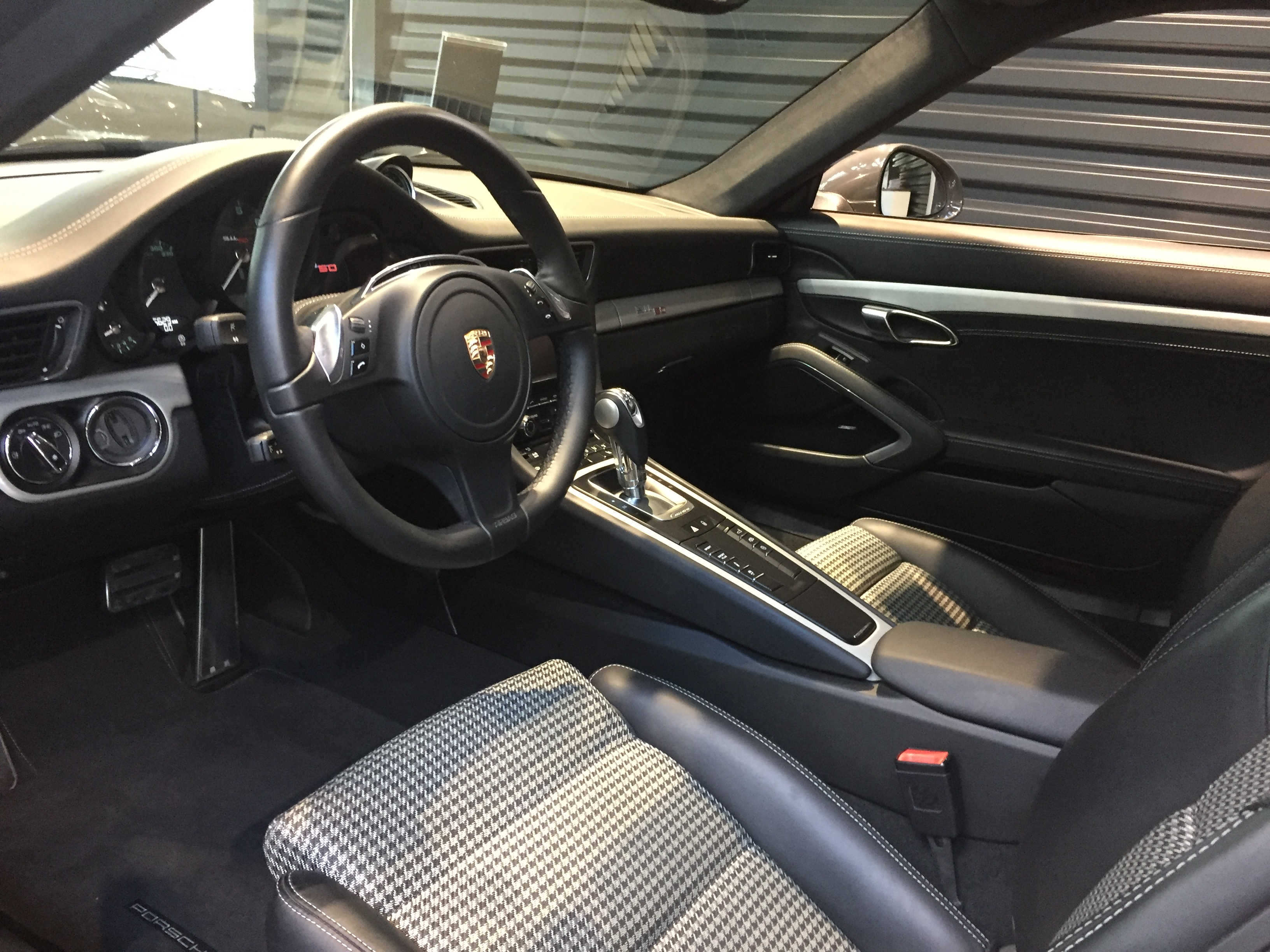
Blick in den Innenraum
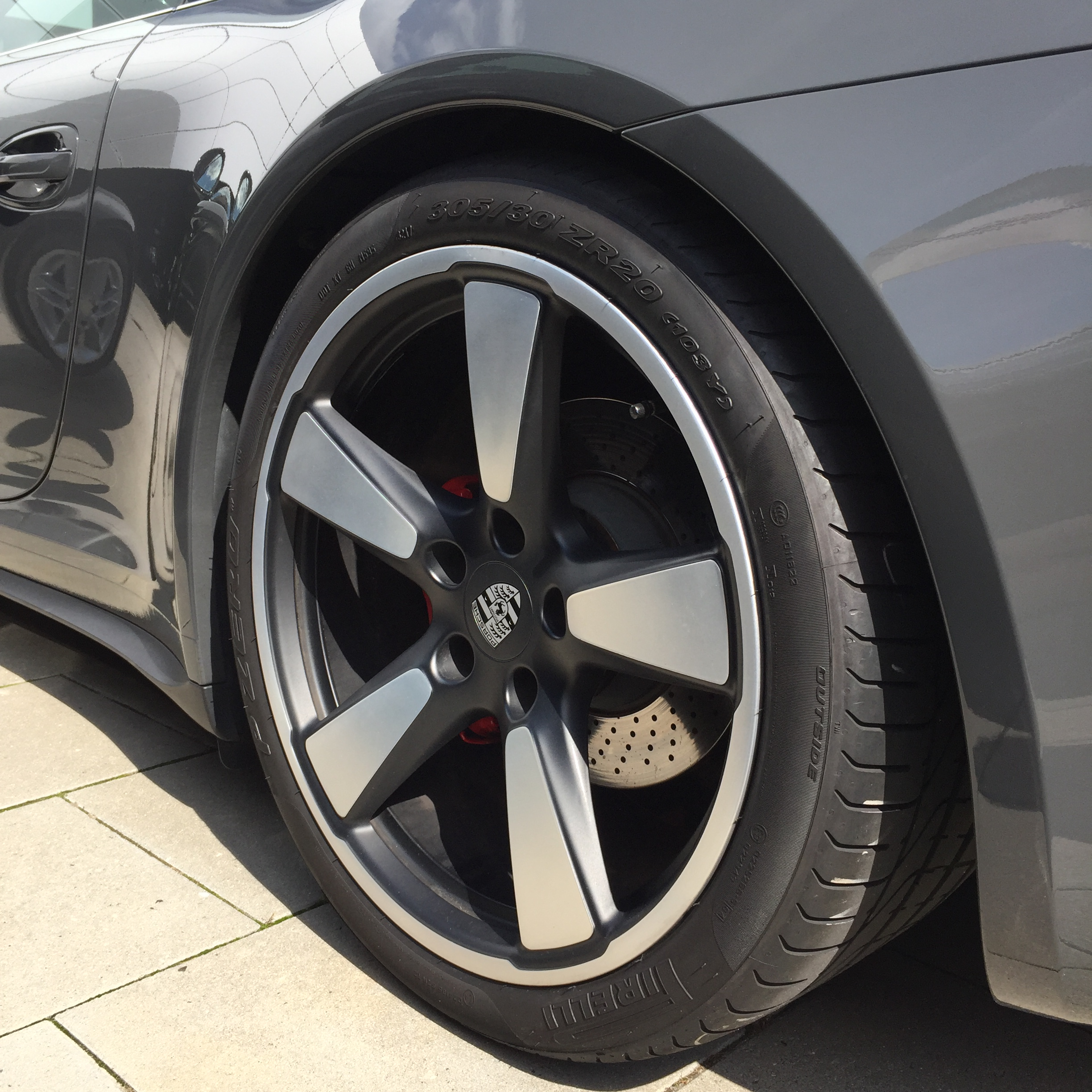
Sport-Classic-Rad
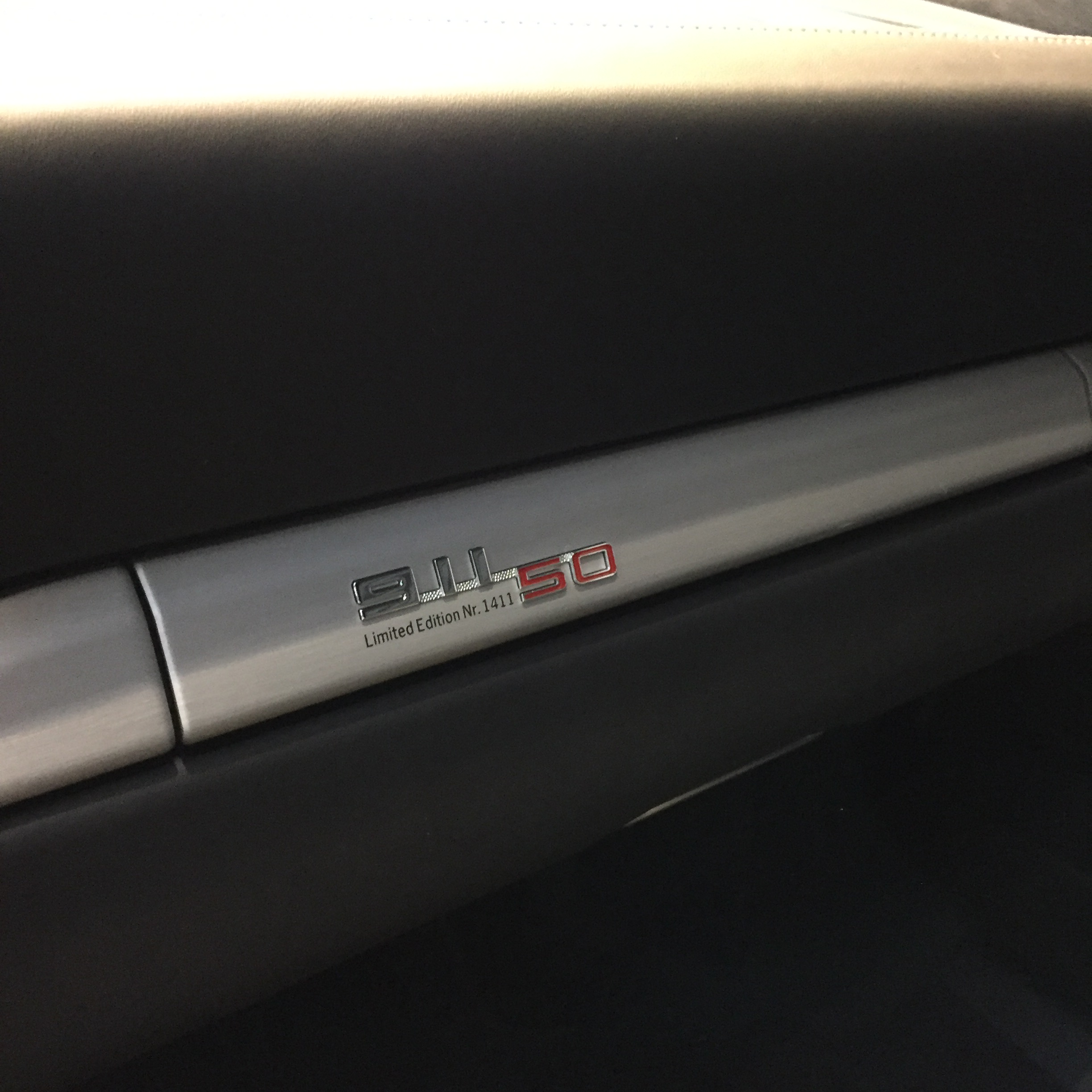
Plakette mit der lfd. Nummer der Edition
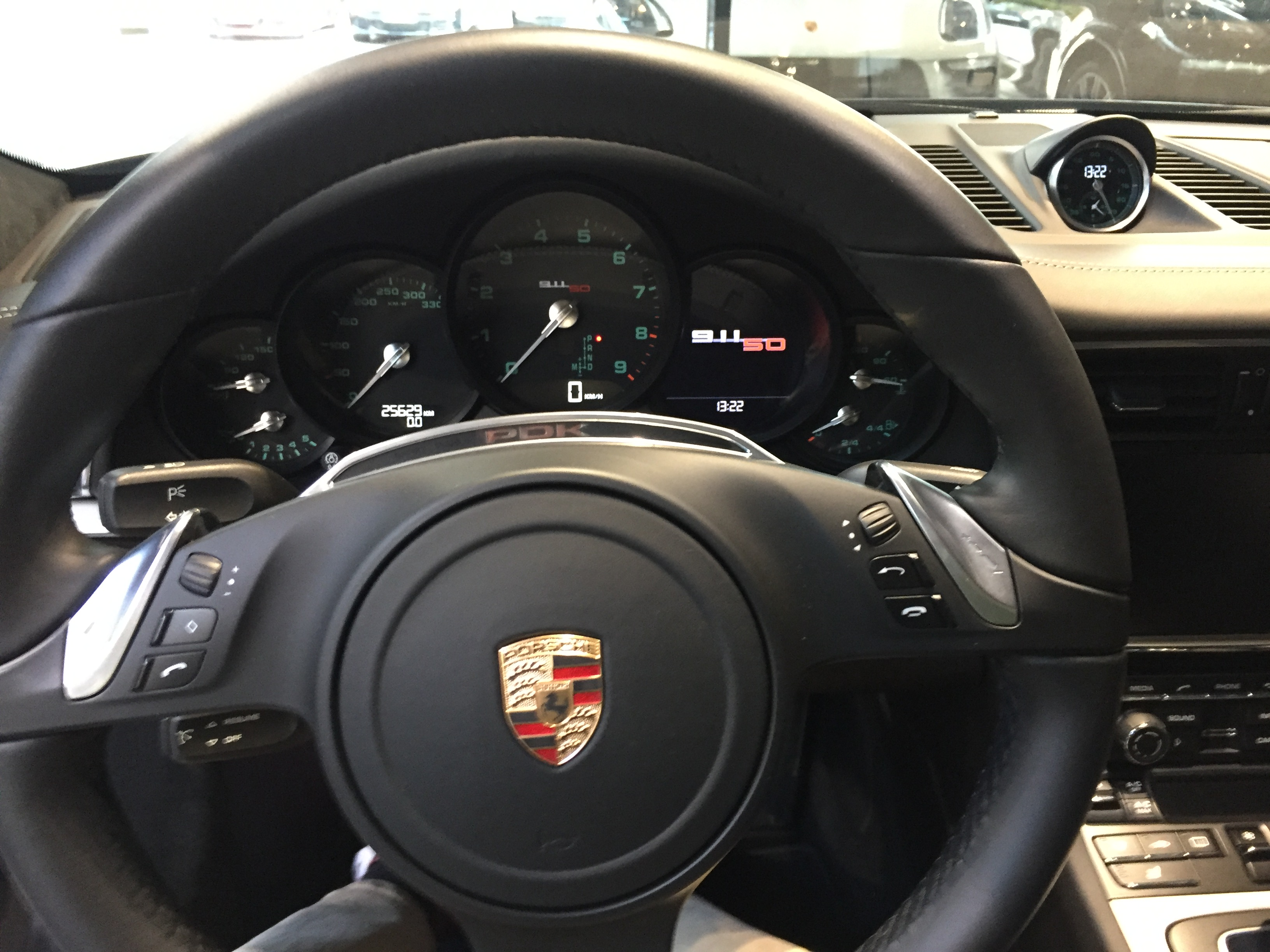
Cockpitansicht des Jubiläumsmodells, auch im Display das Logo „50 Jahre“

### Sondermodell Martini Racing Edition

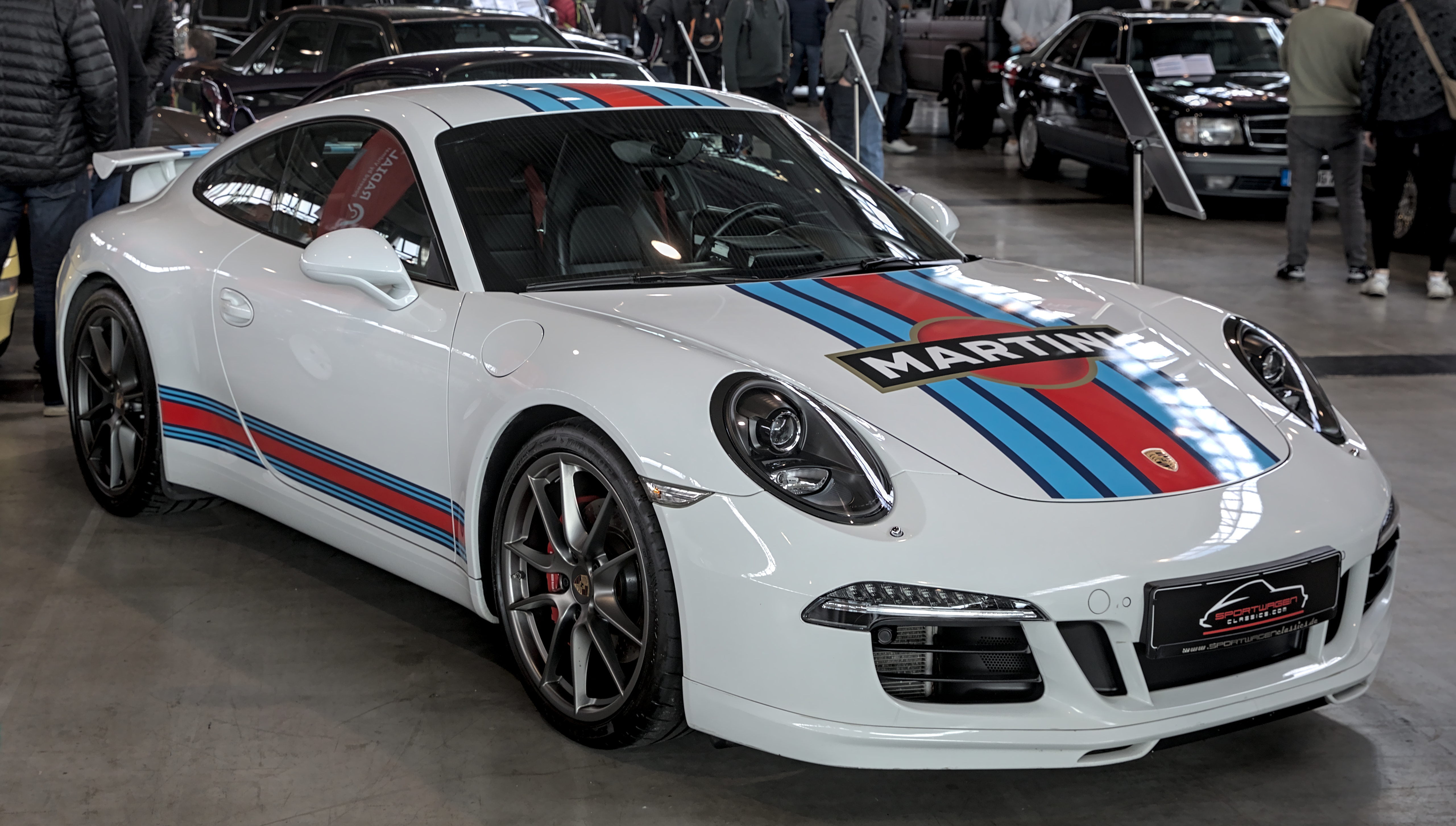
Porsche 991 Martini Racing Edition auf den Retro Classics 2023

Auf Basis des Carrera S wurde 2014 anlässlich des Comebacks Porsches beim 24-Stunden-Rennen von Le Mans das Sondermodell „Martini Racing Edition“ vorgestellt. Gestaltet ist es in Anlehnung an Porsche-Rennfahrzeuge der 70er-Jahre im Martini-Design. 80 Exemplare wurden hergestellt.

### 911 GTS

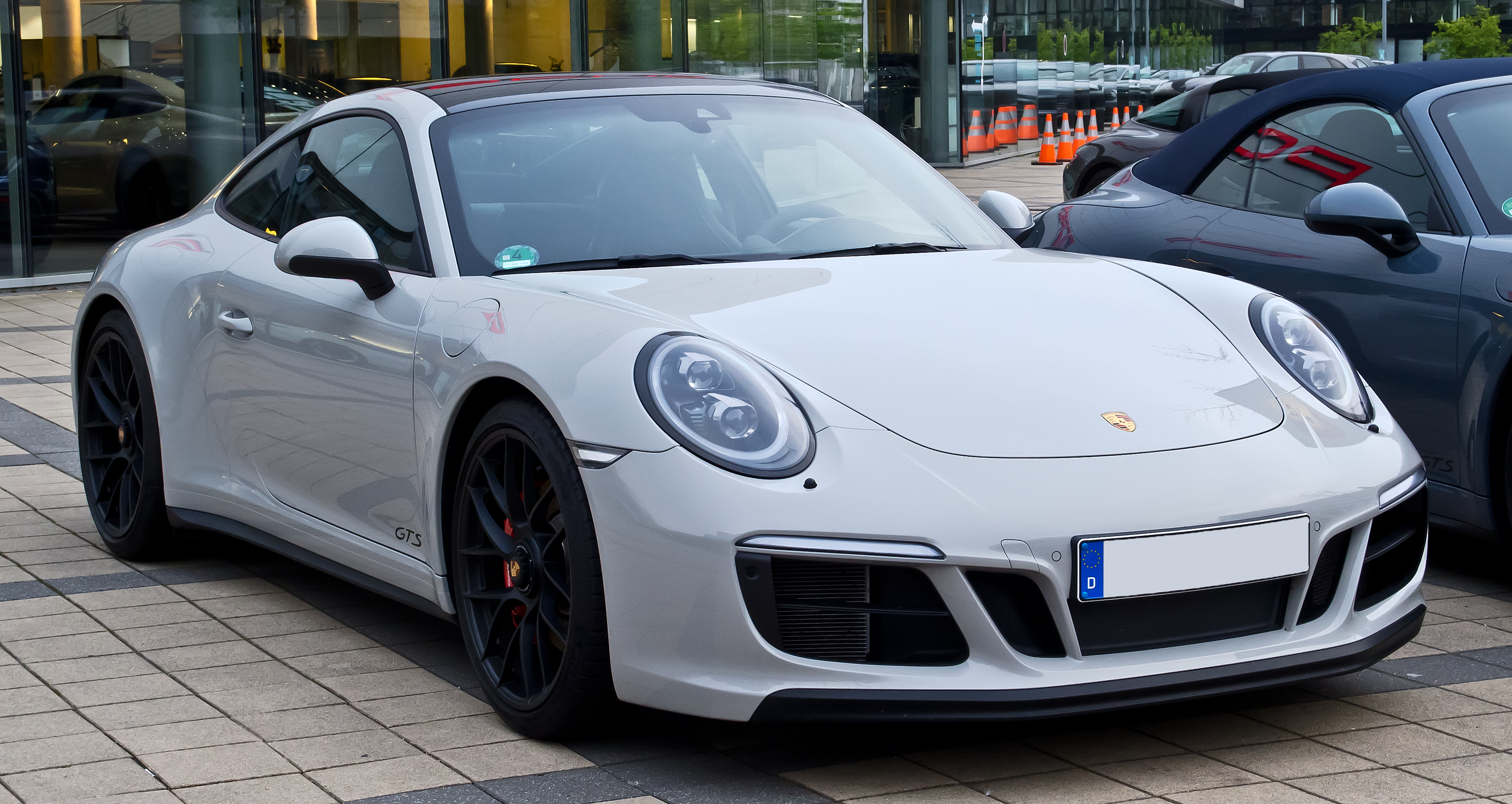
Porsche 911 Carrera 4 GTS Coupé

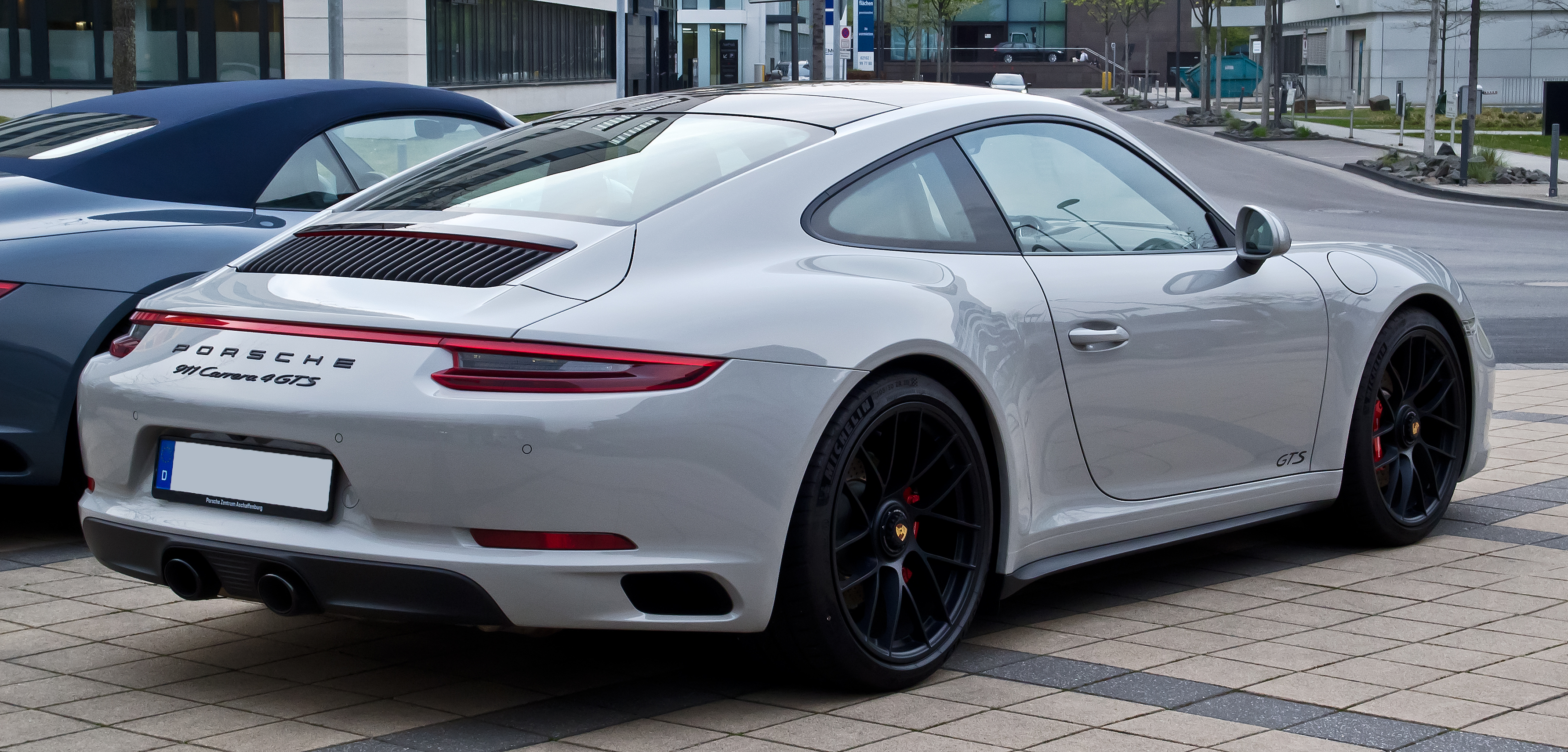
Heckansicht

Ende des Jahres 2014 wurde der 911 GTS als Zwischenmodell zwischen Carrera S und GT3 als Carrera GTS, Carrera 4 GTS, Carrera GTS Cabriolet, Carrera 4 GTS Cabriolet und Targa 4 GTS eingeführt. Der GTS 991.1 erhielt einen Motor mit einer Leistung von 316 kW (430 PS) und einem maximalen Drehmoment von 440 Nm sowie eine bessere Ausstattung, wie zum Beispiel größere Bremsscheiben (vorn 350 mm, hinten 330 mm), mittig angeordnete Sportabgasanlage (nur 991.2), erweiterte Multimediafunktionalitäten und ein Sport Chrono Paket mit dem vom 918 Spyder abgeleiteten Mode-Schalter (erst bei 991.2) am GT-Sportlenkrad für vier Fahrmodi (Normal, Sport, Sport Plus, Individual). Mit dem optional erhältlichen Porsche-Doppelkupplungsgetriebe (PDK) standen drei weitere Funktionen zur Verfügung: eine Antriebsschlupfregelung (Launch-Control), eine 'Schaltstrategie' Rennstrecke sowie eine Funktion namens „Sport Response“, die für 20 Sekunden maximal schnelles Ansprechen freigab (ausschließlich in der Version 991.2). Das Porsche Stability Management (PSM) wurde ebenfalls um einen Sportmodus erweitert, die Vorderachse erhielt optional ein so genanntes Liftsystem, mit dem die Fahrzeugfront des GTS bis zu einer Geschwindigkeit von 35 km/h um ca. 40 mm angehoben werden kann (nur 991.2). Auch die 4×2-Variante bekam das breite Heck. Für den GTS verlangte Porsche Preise von 125.760 Euro (911 Carrera GTS) bis 146.228 Euro (911 Targa 4 GTS).

### Sondermodell 911 R

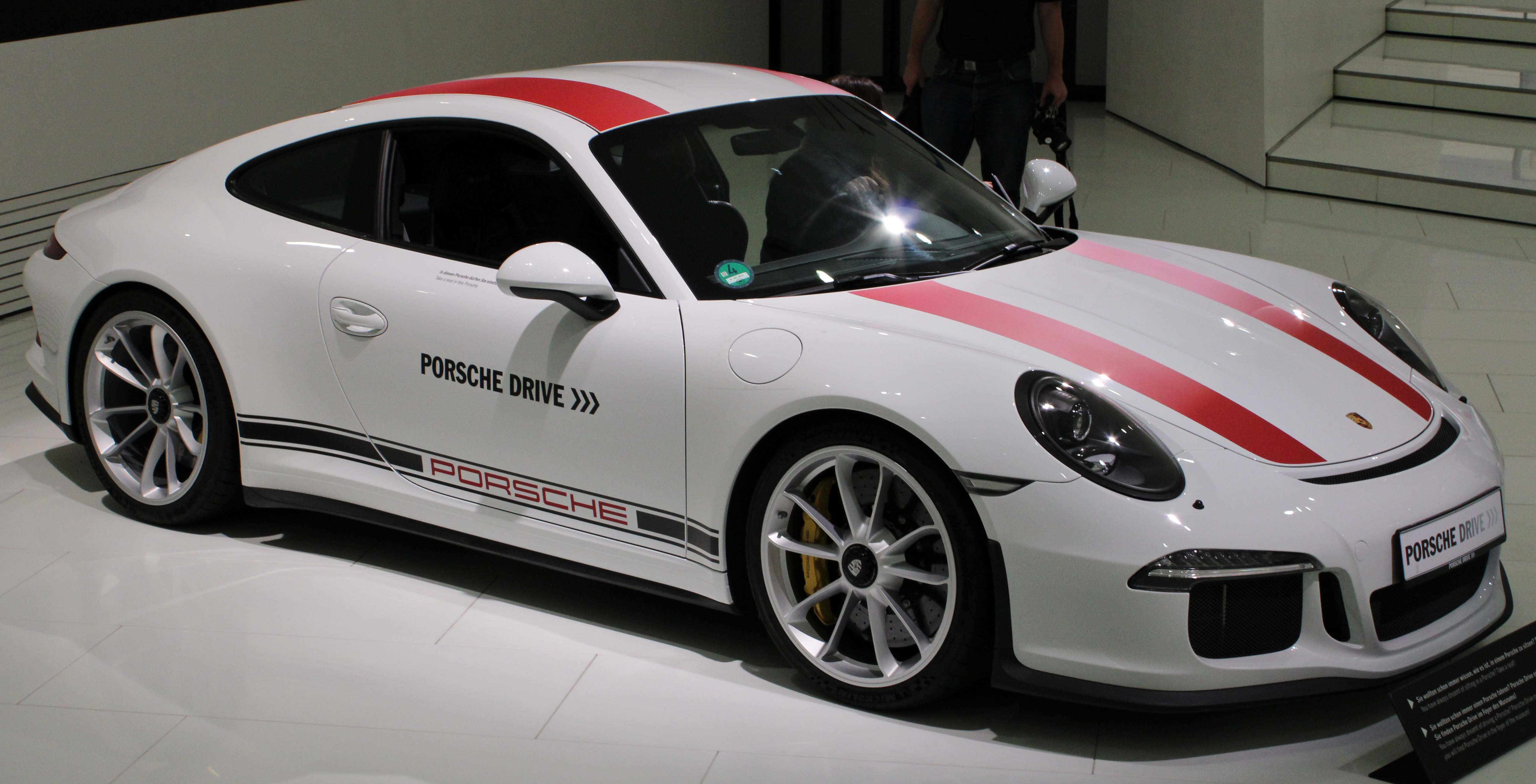
Porsche 991 R im Porsche-Museum

2016 wurde mit dem R ein in Anbetracht der Modelllinie auf 991 Stück limitiertes Sondermodell vorgestellt. Dieser 368 kW (500 PS) starke 911er war nur mit Schaltgetriebe erhältlich und sollte sowohl mit dem Design des Interieurs wie beispielsweise den Sitzen aus Pepita-Stoff und der gering gehaltenen Ausstattung aufgrund der Leichtbauweise an die älteren 911-Elfer-Modelle erinnern. Er hat keinen festen, sondern einen ausfahrbaren Heckflügel und ist damit nach Werksangabe am Heck um 44 mm breiter als der 911 Carrera. Dadurch soll er noch besser auf der Straße liegen. Der Motor gleicht in weiten Teilen dem des 911 GT3 RS und wurde von den Fahreigenschaften an das per Hand zu betätigende Schaltgetriebe angepasst. Ein besonderes Merkmal des R sind die sich über die gesamte Wagenlänge ziehenden zwei roten oder grünen Streifen. Im Vergleich zu den Serienmodellen ist der R zudem deutlich lauter, da dieses Modell weniger für Komfort, sondern noch mehr für Sportlichkeit stehen soll. Die Beschleunigung liegt bei etwa 3,8 Sekunden von 0 auf 100 und die Höchstgeschwindigkeit bei 323 km/h. Der Neukaufpreis bei Porsche lag bei 189.544 Euro inklusive Mehrwertsteuer, jedoch waren bereits alle 991 Wagen vor Baubeginn verkauft. Momentan liegen die Preise für zum Verkauf angebotene Modelle bei etwa 300.000 bis 500.000 Euro (Stand: Oktober 2018).

### Sondermodell Endurance Racing Edition

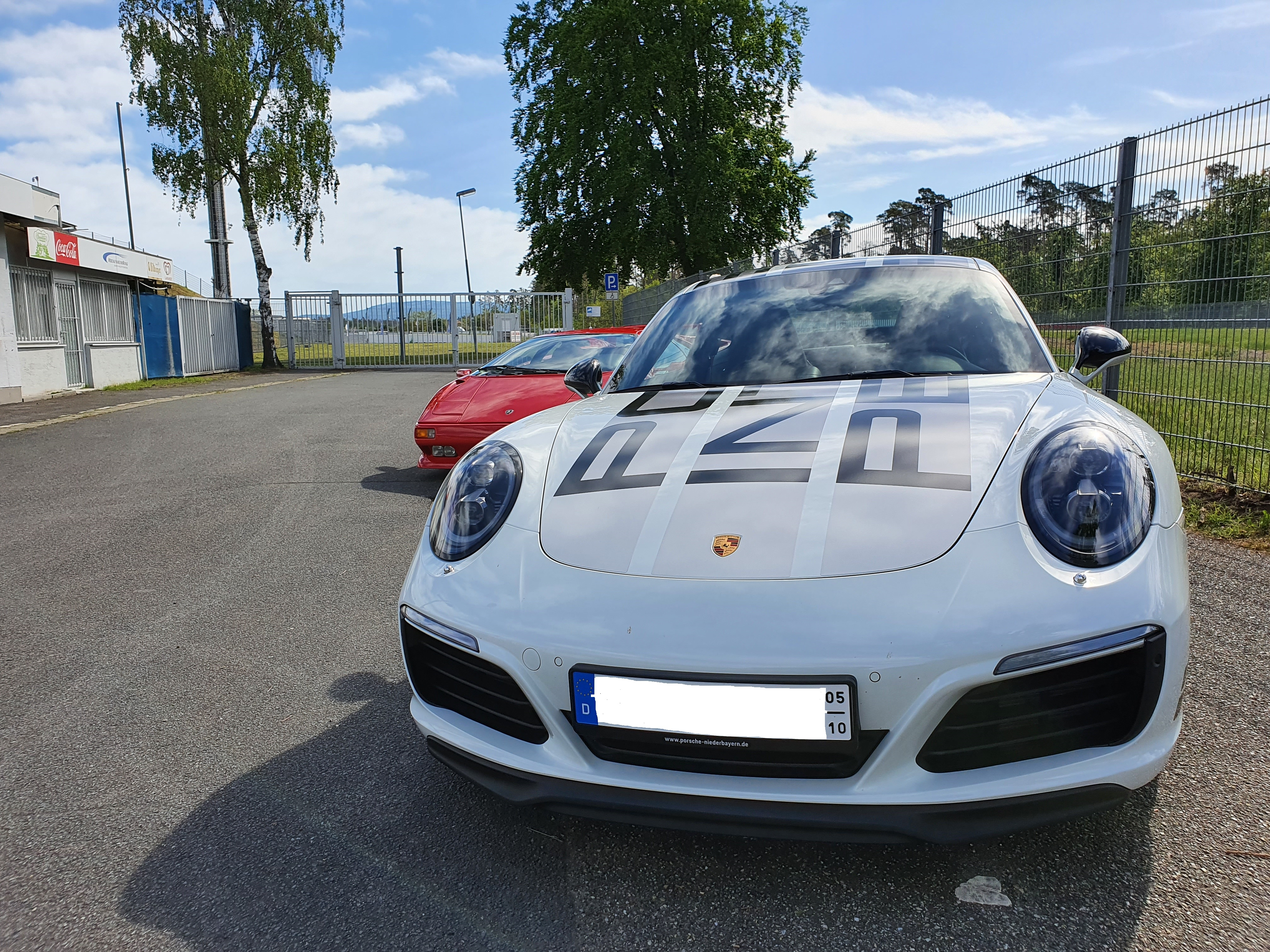
Porsche 991 Carrera S Endurance Racing Edition

2016 stellte Porsche zum 24-Stunden-Rennen in Le Mans vom 911 Carrera S das Sondermodell „Endurance Racing Edition“ vor. Entwickelt wurde das Sondermodell von den Abteilungen Porsche Exclusive und Porsche Motorsport. Gezeigt wurde das Sondermodell ebenfalls auf dem Festival of Speed in Goodwood. Gebaut wurden nur 235 Exemplare für Europa und Nordamerika in den Farben weiß, rot und schwarz. Das Fahrzeug hat den Serien-Carrera-S-Boxermotor mit 420 PS und ein manuelles Siebenganggetriebe. Im Innenraum wurden Carbonteile, spezielle Einstiegsleisten und Schalttafel mit Schriftzügen „911 Carrera S Endurance Racing Edition“, sowie rote Sicherheitsgurte, in rot eingefasste Carbon-Fußmatten und ein Sportlenkrad mit einer roten 12-Uhr-Markierung eingebaut. Außen hat der Wagen schwarze Schriftzüge, die in drei Reihen vom Kofferraum bis zum Heckspoiler verlaufen.

## Außenlackierungen
Es gibt vier aufpreisfreie Unilacke und eine Reihe verschiedener extra zu bezahlende Metalliclackierungen.
Serie:
| schwarz (seit 2011) | indischrot (seit 2011) | carraraweiß (2011–2012) | weiß (seit 2012) | racinggelb (seit 2011) |

Metallic:
| basaltschwarz (seit 2011) | rubinrot (2011–2012)    | aquablau (seit 2011)  | platinsilber (seit 2011) | anthrazitbraun (seit 2011) |
| mahagoni (seit 2012)      | amaranthrot (seit 2013) | achatgrau (seit 2011) | dunkelblau (seit 2011)   |                            |

Metallic-Sonderfarbe:
| GT-silber (seit 2011) | cognac (seit 2011) | limegold (seit 2011) |

## Technische Daten (991.1)
Wenn nicht anders angegeben, beziehen sich die Daten zu den Fahrleistungen auf Fahrzeuge mit Schaltgetriebe und gelten auch für die jeweilige Carrera-Cabriolet-Version.
| Porsche 991:                                             | 911 Carrera | 911 Carrera 4 | 911 Carrera S | 911 Carrera 4S | 911 Carrera GTS | 911 Carrera 4 GTS | 911 GT3 | 911 GT3 RS | 911 R | 911 Turbo | 911 Turbo S |
| -------------------------------------------------------- | --- | --- | --- | --- | --- | --- | --- | --- | --- | --- | --- |
| Motor:                                                   | Sechszylinder-Boxermotor (Viertakt) | Sechszylinder-Boxermotor (Viertakt) | Sechszylinder-Boxermotor (Viertakt) | Sechszylinder-Boxermotor (Viertakt) | Sechszylinder-Boxermotor (Viertakt) | Sechszylinder-Boxermotor (Viertakt) | Sechszylinder-Boxermotor (Viertakt) | Sechszylinder-Boxermotor (Viertakt) | Sechszylinder-Boxermotor (Viertakt) | Sechszylinder-Boxermotor (Viertakt) mit Turboaufladung | Sechszylinder-Boxermotor (Viertakt) mit Turboaufladung |
| Hubraum:                                                 | 3436 cm³ | 3436 cm³ | 3800 cm³ | 3800 cm³ | 3800 cm³ | 3800 cm³ | 3800 cm³ | 3996 cm³ | 3996 cm³ | 3800 cm³ | 3800 cm³ |
| Bohrung × Hub:                                           | 97,0 × 77,5 mm | 97,0 × 77,5 mm | 102,0 × 77,5 mm | 102,0 × 77,5 mm | 102,0 × 77,5 mm | 102,0 × 77,5 mm | 102,0 × 77,5 mm | 102,0 × 81,5 mm | 102,0 × 81,5 mm | 102,0 × 77,5 mm | 102,0 × 77,5 mm |
| Leistung bei 1/min:                                      | 257 kW (350 PS) bei 7400 | 257 kW (350 PS) bei 7400 | 294 kW (400 PS) bei 7400 | 294 kW (400 PS) bei 7400 | 316 kW (430 PS) bei 7500 | 316 kW (430 PS) bei 7500 | 350 kW (475 PS) bei 8250 | 368 kW (500 PS) bei 8250 | 368 kW (500 PS) bei 8250 | 383 kW (521 PS) bei 6000–6500 | 412 kW (560 PS) bei 6500–6750 |
| Max. Drehmoment bei 1/min:                               | 390 Nm bei 5600 | 390 Nm bei 5600 | 440 Nm bei 5600 | 440 Nm bei 5600 | 440 Nm bei 5750 | 440 Nm bei 5750 | 440 Nm bei 6250 | 460 Nm bei 6250 | 460 Nm bei 6250 | 660 Nm bei 1950–5000 (Overboost auf 710 Nm) | 700 Nm bei 2100–4250 (Overboost auf 750 Nm) |
| Verdichtung:                                             | 12,5 : 1 | 12,5 : 1 | 12,5 : 1 | 12,5 : 1 | 12,5 : 1 | 12,5 : 1 | 12,9 : 1 | 13,2 : 1 | 13,2 : 1 | 9,8 : 1 | 9,8 : 1 |
| Ventilsteuerung:                                         | 4-Ventil-Technik, 2 Nockenwellen pro Zylinderbank, Einlassnockenwellenverstellung und Ventilhubschaltung durch VarioCam Plus (VarioCam im GT3), automatischer Ventilspielausgleich (starres Ventilspiel im GT3) | 4-Ventil-Technik, 2 Nockenwellen pro Zylinderbank, Einlassnockenwellenverstellung und Ventilhubschaltung durch VarioCam Plus (VarioCam im GT3), automatischer Ventilspielausgleich (starres Ventilspiel im GT3) | 4-Ventil-Technik, 2 Nockenwellen pro Zylinderbank, Einlassnockenwellenverstellung und Ventilhubschaltung durch VarioCam Plus (VarioCam im GT3), automatischer Ventilspielausgleich (starres Ventilspiel im GT3)           | 4-Ventil-Technik, 2 Nockenwellen pro Zylinderbank, Einlassnockenwellenverstellung und Ventilhubschaltung durch VarioCam Plus (VarioCam im GT3), automatischer Ventilspielausgleich (starres Ventilspiel im GT3)           | 4-Ventil-Technik, 2 Nockenwellen pro Zylinderbank, Einlassnockenwellenverstellung und Ventilhubschaltung durch VarioCam Plus (VarioCam im GT3), automatischer Ventilspielausgleich (starres Ventilspiel im GT3)           | 4-Ventil-Technik, 2 Nockenwellen pro Zylinderbank, Einlassnockenwellenverstellung und Ventilhubschaltung durch VarioCam Plus (VarioCam im GT3), automatischer Ventilspielausgleich (starres Ventilspiel im GT3)           | 4-Ventil-Technik, 2 Nockenwellen pro Zylinderbank, Einlassnockenwellenverstellung und Ventilhubschaltung durch VarioCam Plus (VarioCam im GT3), automatischer Ventilspielausgleich (starres Ventilspiel im GT3)    | 4-Ventil-Technik, 2 Nockenwellen pro Zylinderbank, Einlassnockenwellenverstellung und Ventilhubschaltung durch VarioCam Plus (VarioCam im GT3), automatischer Ventilspielausgleich (starres Ventilspiel im GT3)    | 4-Ventil-Technik, 2 Nockenwellen pro Zylinderbank, Einlassnockenwellenverstellung und Ventilhubschaltung durch VarioCam Plus (VarioCam im GT3), automatischer Ventilspielausgleich (starres Ventilspiel im GT3)    | 4-Ventil-Technik, 2 Nockenwellen pro Zylinderbank, Einlassnockenwellenverstellung und Ventilhubschaltung durch VarioCam Plus (VarioCam im GT3), automatischer Ventilspielausgleich (starres Ventilspiel im GT3)    | 4-Ventil-Technik, 2 Nockenwellen pro Zylinderbank, Einlassnockenwellenverstellung und Ventilhubschaltung durch VarioCam Plus (VarioCam im GT3), automatischer Ventilspielausgleich (starres Ventilspiel im GT3)    |
| Getriebe (serienmäßig):                                  | 7-Gang-Schaltgetriebe | 7-Gang-Schaltgetriebe | 7-Gang-Schaltgetriebe | 7-Gang-Schaltgetriebe | 7-Gang-Schaltgetriebe | 7-Gang-Schaltgetriebe | 7-Gang-Doppelkupplungsgetriebe (PDK) | 7-Gang-Doppelkupplungsgetriebe (PDK) | 6-Gang-Schaltgetriebe | 7-Gang-Doppelkupplungsgetriebe (PDK) | 7-Gang-Doppelkupplungsgetriebe (PDK) |
| Getriebe (optional):                                     | 7-Gang-Doppelkupplungsgetriebe (PDK) | 7-Gang-Doppelkupplungsgetriebe (PDK) | 7-Gang-Doppelkupplungsgetriebe (PDK) | 7-Gang-Doppelkupplungsgetriebe (PDK) | 7-Gang-Doppelkupplungsgetriebe (PDK) | 7-Gang-Doppelkupplungsgetriebe (PDK) | – | – | – | – | – |
| Antrieb:                                                 | Hinterradantrieb | Allradantrieb | Hinterradantrieb | Allradantrieb | Hinterradantrieb | Allradantrieb | Hinterradantrieb | Hinterradantrieb | Hinterradantrieb | Allradantrieb | Allradantrieb |
| Bremsen:                                                 | 4-Kolben-Aluminium-Monobloc-Festsattelbremsen vorn und hinten, Bremsscheiben mit Durchmesser 330 mm vorne und hinten, Scheiben innenbelüftet und gelocht, Bosch-ABS                                             | 4-Kolben-Aluminium-Monobloc-Festsattelbremsen vorn und hinten, Bremsscheiben mit Durchmesser 330 mm vorne und hinten, Scheiben innenbelüftet und gelocht, Bosch-ABS                                             | 6-Kolben-Aluminium-Monobloc-Festsattelbremsen vorne und 4-Kolben-Aluminium-Monobloc-Festsattelbremsen hinten, Bremsscheiben mit Durchmesser 340 mm vorne und 330 mm hinten, Scheiben innenbelüftet und gelocht, Bosch-ABS | 6-Kolben-Aluminium-Monobloc-Festsattelbremsen vorne und 4-Kolben-Aluminium-Monobloc-Festsattelbremsen hinten, Bremsscheiben mit Durchmesser 340 mm vorne und 330 mm hinten, Scheiben innenbelüftet und gelocht, Bosch-ABS | 6-Kolben-Aluminium-Monobloc-Festsattelbremsen vorne und 4-Kolben-Aluminium-Monobloc-Festsattelbremsen hinten, Bremsscheiben mit Durchmesser 340 mm vorne und 330 mm hinten, Scheiben innenbelüftet und gelocht, Bosch-ABS | 6-Kolben-Aluminium-Monobloc-Festsattelbremsen vorne und 4-Kolben-Aluminium-Monobloc-Festsattelbremsen hinten, Bremsscheiben mit Durchmesser 340 mm vorne und 330 mm hinten, Scheiben innenbelüftet und gelocht, Bosch-ABS | 6-Kolben-Aluminium-Monobloc-Festsattelbremsen vorne und 4-Kolben-Aluminium-Monobloc-Festsattelbremsen hinten, Bremsscheiben mit Durchmesser 380 mm vorne und hinten, Scheiben innenbelüftet und gelocht, Bosch-ABS | 6-Kolben-Aluminium-Monobloc-Festsattelbremsen vorne und 4-Kolben-Aluminium-Monobloc-Festsattelbremsen hinten, Bremsscheiben mit Durchmesser 380 mm vorne und hinten, Scheiben innenbelüftet und gelocht, Bosch-ABS | 6-Kolben-Aluminium-Monobloc-Festsattelbremsen vorne und 4-Kolben-Aluminium-Monobloc-Festsattelbremsen hinten, Bremsscheiben mit Durchmesser 380 mm vorne und hinten, Scheiben innenbelüftet und gelocht, Bosch-ABS | 6-Kolben-Aluminium-Monobloc-Festsattelbremsen vorne und 4-Kolben-Aluminium-Monobloc-Festsattelbremsen hinten, Bremsscheiben mit Durchmesser 380 mm vorne und hinten, Scheiben innenbelüftet und gelocht, Bosch-ABS | 6-Kolben-Aluminium-Monobloc-Festsattelbremsen vorne und 4-Kolben-Aluminium-Monobloc-Festsattelbremsen hinten, Bremsscheiben mit Durchmesser 380 mm vorne und hinten, Scheiben innenbelüftet und gelocht, Bosch-ABS |
| Radaufhängung vorn:                                      | MacPherson-Federbeine, Querlenker, Stabilisator | MacPherson-Federbeine, Querlenker, Stabilisator | MacPherson-Federbeine, Querlenker, Stabilisator | MacPherson-Federbeine, Querlenker, Stabilisator | MacPherson-Federbeine, Querlenker, Stabilisator | MacPherson-Federbeine, Querlenker, Stabilisator | MacPherson-Federbeine, Querlenker, Stabilisator | MacPherson-Federbeine, Querlenker, Stabilisator | MacPherson-Federbeine, Querlenker, Stabilisator | MacPherson-Federbeine, Querlenker, Stabilisator | MacPherson-Federbeine, Querlenker, Stabilisator |
| Radaufhängung hinten:                                    | LSA-Fünflenker-Einzelradaufhängung, Stabilisator | LSA-Fünflenker-Einzelradaufhängung, Stabilisator | LSA-Fünflenker-Einzelradaufhängung, Stabilisator | LSA-Fünflenker-Einzelradaufhängung, Stabilisator | LSA-Fünflenker-Einzelradaufhängung, Stabilisator | LSA-Fünflenker-Einzelradaufhängung, Stabilisator | LSA-Fünflenker-Einzelradaufhängung mit aktiver Hinterachslenkung, Stabilisator | LSA-Fünflenker-Einzelradaufhängung mit aktiver Hinterachslenkung, Stabilisator | LSA-Fünflenker-Einzelradaufhängung mit aktiver Hinterachslenkung, Stabilisator | LSA-Fünflenker-Einzelradaufhängung mit aktiver Hinterachslenkung, Stabilisator | LSA-Fünflenker-Einzelradaufhängung mit aktiver Hinterachslenkung, Stabilisator |
| Lenkung:                                                 | Zahnstangenlenkung | Zahnstangenlenkung | Zahnstangenlenkung | Zahnstangenlenkung | Zahnstangenlenkung | Zahnstangenlenkung | Zahnstangenlenkung | Zahnstangenlenkung | Zahnstangenlenkung | Zahnstangenlenkung | Zahnstangenlenkung |
| Karosserie:                                              | Selbsttragende Karosserie in Aluminium-Stahl-Mischbauweise | Selbsttragende Karosserie in Aluminium-Stahl-Mischbauweise | Selbsttragende Karosserie in Aluminium-Stahl-Mischbauweise | Selbsttragende Karosserie in Aluminium-Stahl-Mischbauweise | Selbsttragende Karosserie in Aluminium-Stahl-Mischbauweise | Selbsttragende Karosserie in Aluminium-Stahl-Mischbauweise | Selbsttragende Karosserie in Aluminium-Stahl-Mischbauweise mit feststehendem Heckflügel | Selbsttragende Karosserie in Aluminium-Stahl-Mischbauweise mit feststehendem Heckflügel | Selbsttragende Karosserie in Aluminium-Stahl-Mischbauweise | Selbsttragende Karosserie in Aluminium-Stahl-Mischbauweise mit feststehendem Heckflügel | Selbsttragende Karosserie in Aluminium-Stahl-Mischbauweise mit feststehendem Heckflügel |
| Radstand:                                                | 2450 mm | 2450 mm | 2450 mm | 2450 mm | 2450 mm | 2450 mm | 2457 mm | 2456 mm | 2457 mm | 2450 mm | 2450 mm |
| Reifen/Felgen:                                           | VA: 235 × 40 ZR19 auf 8,5J × 19 HA: 285 × 35 ZR19 auf 11J × 19 | VA: 235 × 40 ZR19 auf 8,5J × 19 HA: 295 × 35 ZR19 auf 11J × 19 | VA: 245 × 35 ZR20 auf 8,5J × 20 HA: 295 × 30 ZR20 auf 11J × 20 | VA: 245 × 35 ZR20 auf 8,5J × 20 HA: 305 × 30 ZR20 auf 11J × 20 | VA: 245 × 35 ZR20 auf 9J × 20 HA: 305 × 30 ZR20 auf 11,5J × 20 | VA: 245 × 35 ZR20 auf 9J × 20 HA: 305 × 30 ZR20 auf 11,5J × 20 | VA: 245 × 35 ZR20 auf 9J × 20 HA: 305 × 30 ZR20 auf 12J × 20 | VA: 265 × 35 ZR20 auf 9,5J × 20 HA: 325 × 30 ZR21 auf 12,5J × 21 | VA: 245 x 35 ZR20 auf 9J x 20 HA: 305 x 30 ZR20 12J x 20 | VA: 245 × 35 ZR20 auf 8,5J × 20 HA: 305 × 30 ZR20 auf 11J × 20 | VA: 245 × 35 ZR20 auf 9J × 20 HA: 305 × 30 ZR20 auf 11,5J × 20 |
| Maße L × B × H:                                          | 4491 × 1808 × 1303 mm | 4491 × 1852 × 1304 mm | 4491 × 1808 × 1295 mm | 4491 × 1852 × 1296 mm | 4509 × 1852 × 1295 mm | 4509 × 1852 × 1296 mm | 4545 × 1852 × 1269 mm | 4545 × 1880 × 1291 mm | 4532 × 1852 × 1276 mm | 4506 × 1880 × 1296 mm | 4506 × 1880 × 1296 mm |
| Leergewicht nach EG: mit PDK: + 20 kg Cabriolet: + 70 kg | 1455 kg | 1505 kg | 1470 kg | 1520 kg | 1500 kg | 1545 kg | 1505 kg | 1495 kg | 1445 kg | 1670 kg | 1680 kg |
| Höchstgeschwindigkeit:                                   | 289 km/h PDK: 287 km/h | 285 km/h PDK: 283 km/h | 304 km/h PDK: 302 km/h | 299 km/h PDK: 297 km/h | 306 km/h PDK: 304 km/h | 304 km/h PDK: 302 km/h | 315 km/h | 310 km/h | 323 km/h | 315 km/h | 318 km/h |
| Beschleunigung, 0–100 km/h:                              | 4,8 s PDK: 4,6 s | 4,9 s PDK: 4,7 s | 4,5 s PDK: 4,3 s | 4,5 s PDK: 4,3 s | 4,4 s PDK: 4,0 s | 4,4 s PDK: 4,0 s | 3,5 s | 3,3 s | 3,8 s | 3,4 s | 3,1 s |
| Kraftstoffverbrauch auf 100 km (Super Plus 98 Oktan):    | 9,0 l PDK: 8,2 l | 9,3 l PDK: 8,6 l | 9,5 l PDK: 8,7 l | 9,9 l PDK: 9,1 l | 9,5 l PDK: 8,7 l | 9,9 l PDK: 9,1 l | 12,4 l | 12,7 l | 13,3 l | 9,7 l | 9,7 l |
| CO2-Emission in g/km:                                    | 212, PDK: 194 | 219, PDK: 203 | 224, PDK: 205 | 234, PDK: 215 | 223, PDK: 202 | 233, PDK: 212 | 289 | 296 | 308 | 227 | 227 |

## Modellpflege 2015: 991.2

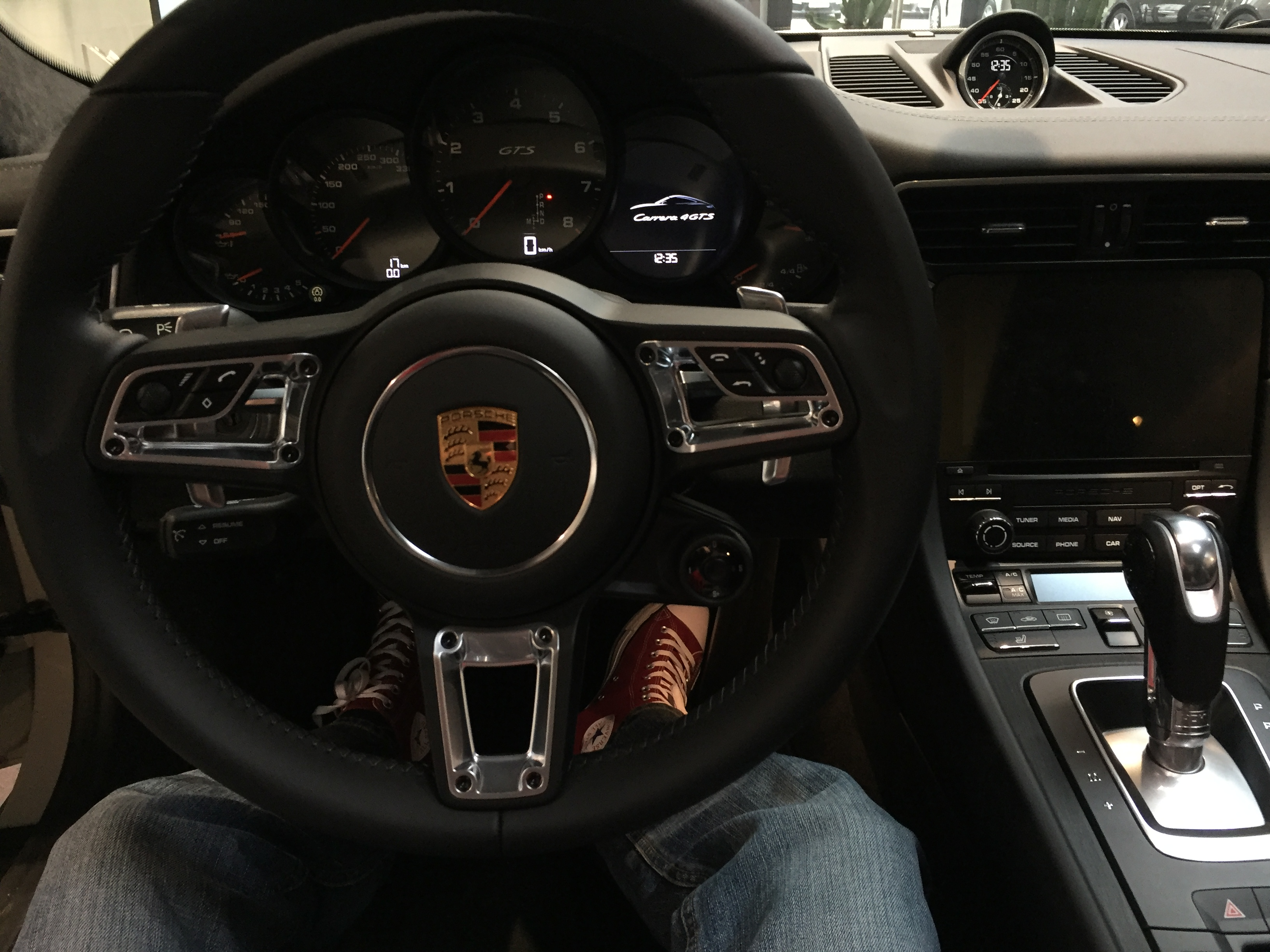
Cockpitansicht 991.2 4 GTS

Auf der IAA 2015 präsentierte Porsche eine umfassende Modellpflege. Die beiden Grundversionen des 911 (911 Carrera und 911 Carrera S) wurden ab dem 12. Dezember 2015 erstmals in der Geschichte des 911 mit Turbo- statt Saugmotor ausgeliefert. Darüber hinaus wurden kleinere äußerliche Veränderungen außen und innen vorgenommen. Serienmäßig sind 0,5 Zoll breitere Hinterräder sowie das zuvor aufpreispflichtige aktive Fahrwerk PASM (Porsche Active Suspension Management).
Der neue Motor hat nur noch 3,0 Liter Hubraum statt zuvor 3,4 oder 3,8 Liter, soll aber dennoch mehr Leistung und einen geringeren Verbrauch erzielen. Eingesetzt werden zwei Turbolader von BorgWarner und zwei Ladeluftkühler. Der Leistungsunterschied zwischen Carrera und Carrera S entsteht durch unterschiedlichen Ladedruck (Carrera 0,9 bar, Carrera S 1,1 bar) und unterschiedlich große Verdichter (Carrera 49 mm, Carrera S 51 mm), während die Abgasturbinen bei beiden 45 mm groß sind. Die Einspritzdüsen spritzen nun von senkrecht oben mit einem Druck von 250 bar in die Brennräume ein, mehr als doppelt so viel wie bisher.

### Sondermodell 911 Turbo S Exclusive

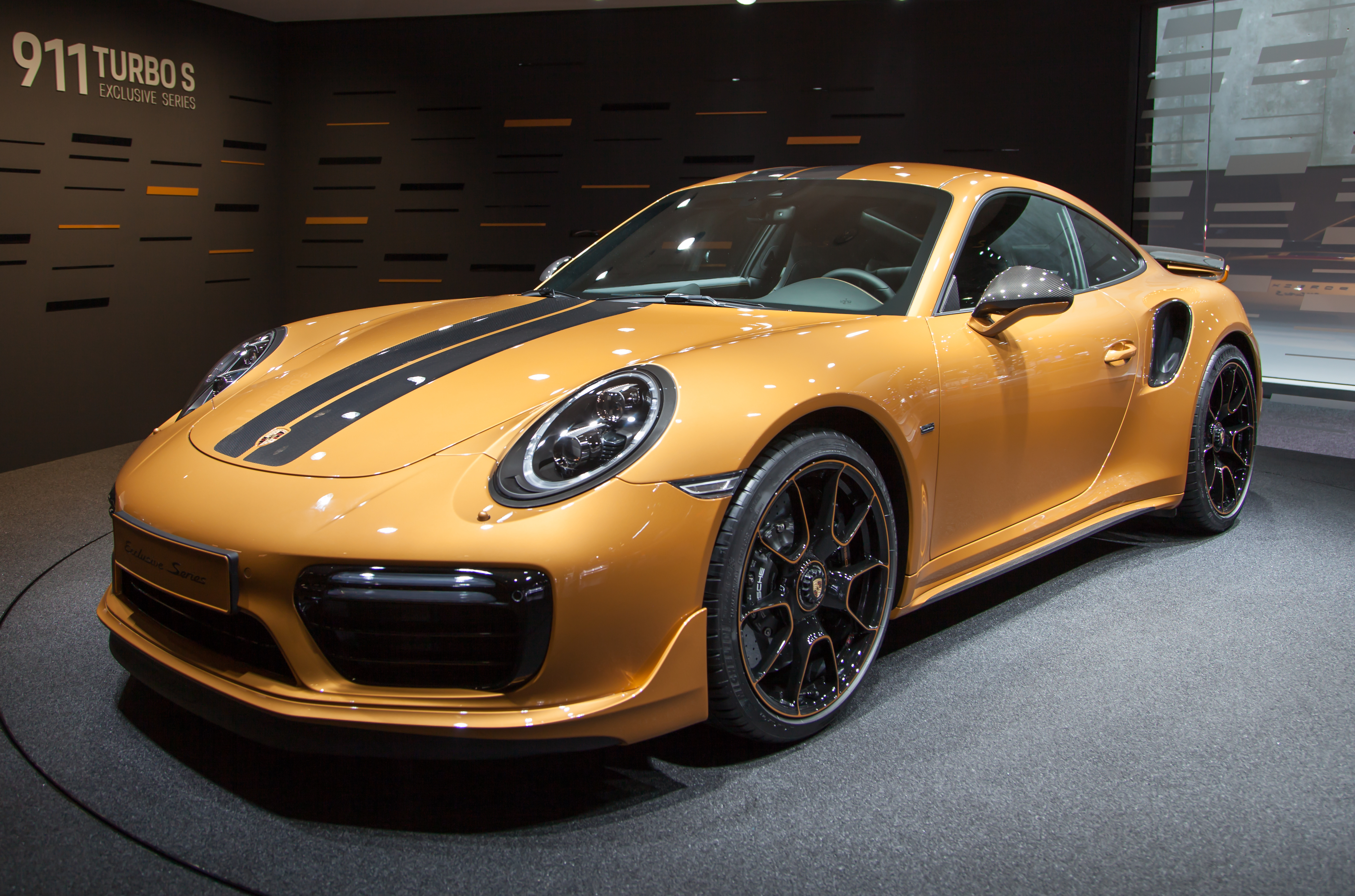
Porsche Turbo S Exclusive

Im Juni 2017 präsentierte Porsche ein auf 500 Exemplare limitiertes Sondermodell auf Basis des 911 Turbo S. Der Exclusive leistet 20 kW (27 PS) mehr und hat außerdem eine andere Fronthaube sowie Seitenschweller und Dach aus kohlenstofffaserverstärktem Kunststoff. Der Neupreis liegt in Deutschland bei 259.992 Euro inklusive Mehrwertsteuer.
Im Januar 2019 wurde das Sondermodell für das Cabriolet vorgestellt. Es ist auf 200 Exemplare limitiert und nur in den Vereinigten Staaten erhältlich. Antriebsseitig ändert sich nichts.

### 911 GT2 RS

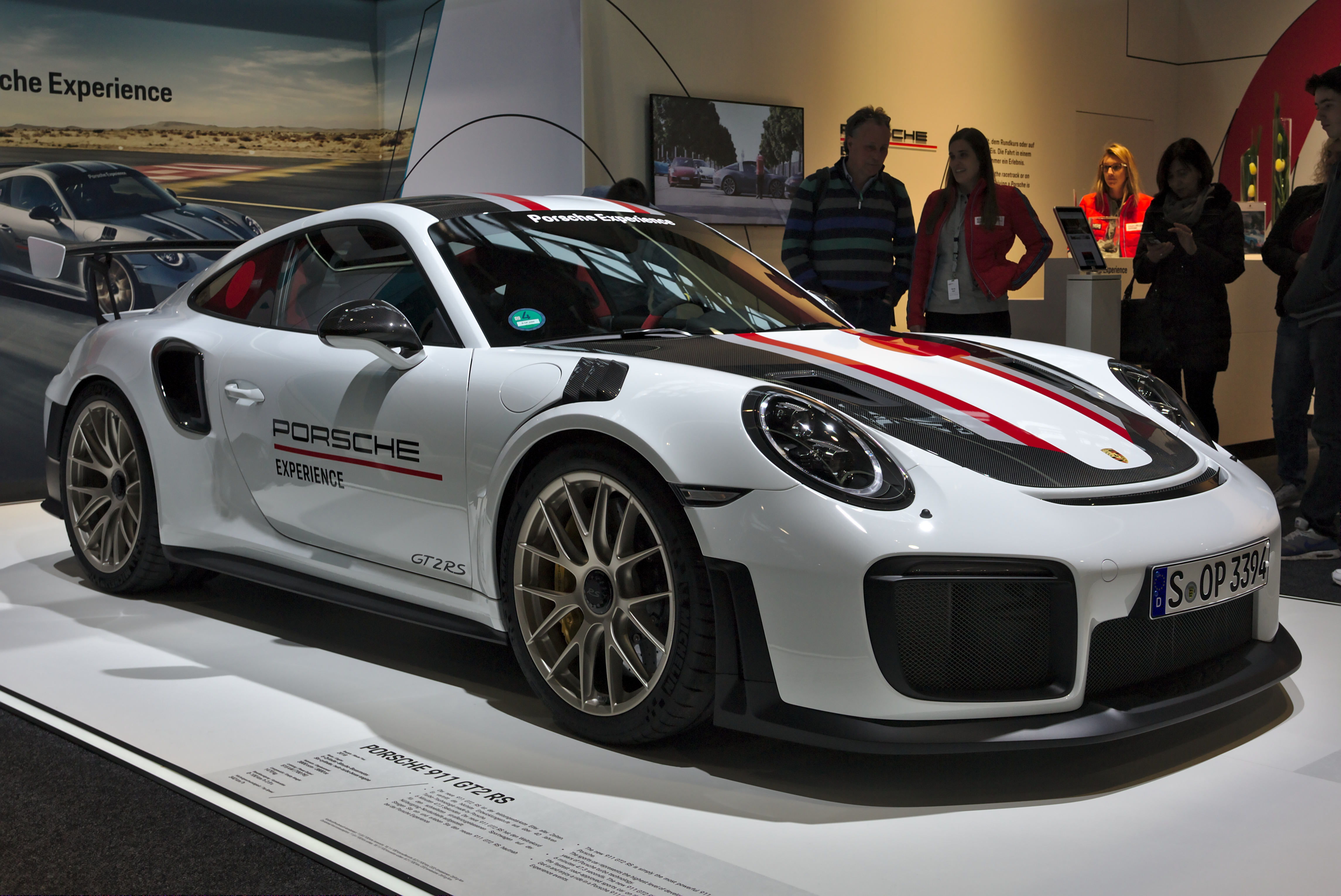
Porsche GT2 RS auf den Retro Classics 2018

Im Rahmen der Präsentation des Videospiels Forza Motorsport 7 auf der E3 2017 in Los Angeles zeigte Porsche erste Bilder des 515 kW (700 PS) starken 911 GT2 RS, da der Wagen das Cover-Auto des Videospiels wird.
Erstmals in der Realität zu sehen war der Sportwagen auf dem Goodwood Festival of Speed am 30. Juni 2017. Der Motor des 285.220 Euro teuren 911 GT2 RS baut auf dem des 911 Turbo S auf, um jedoch eine höhere Leistung zu erzielen wurden die Turbolader vergrößert.
Das 1470 kg schwere Fahrzeug beschleunigt in 2,8 Sekunden auf 100 km/h und erreicht eine Höchstgeschwindigkeit von 340 km/h.

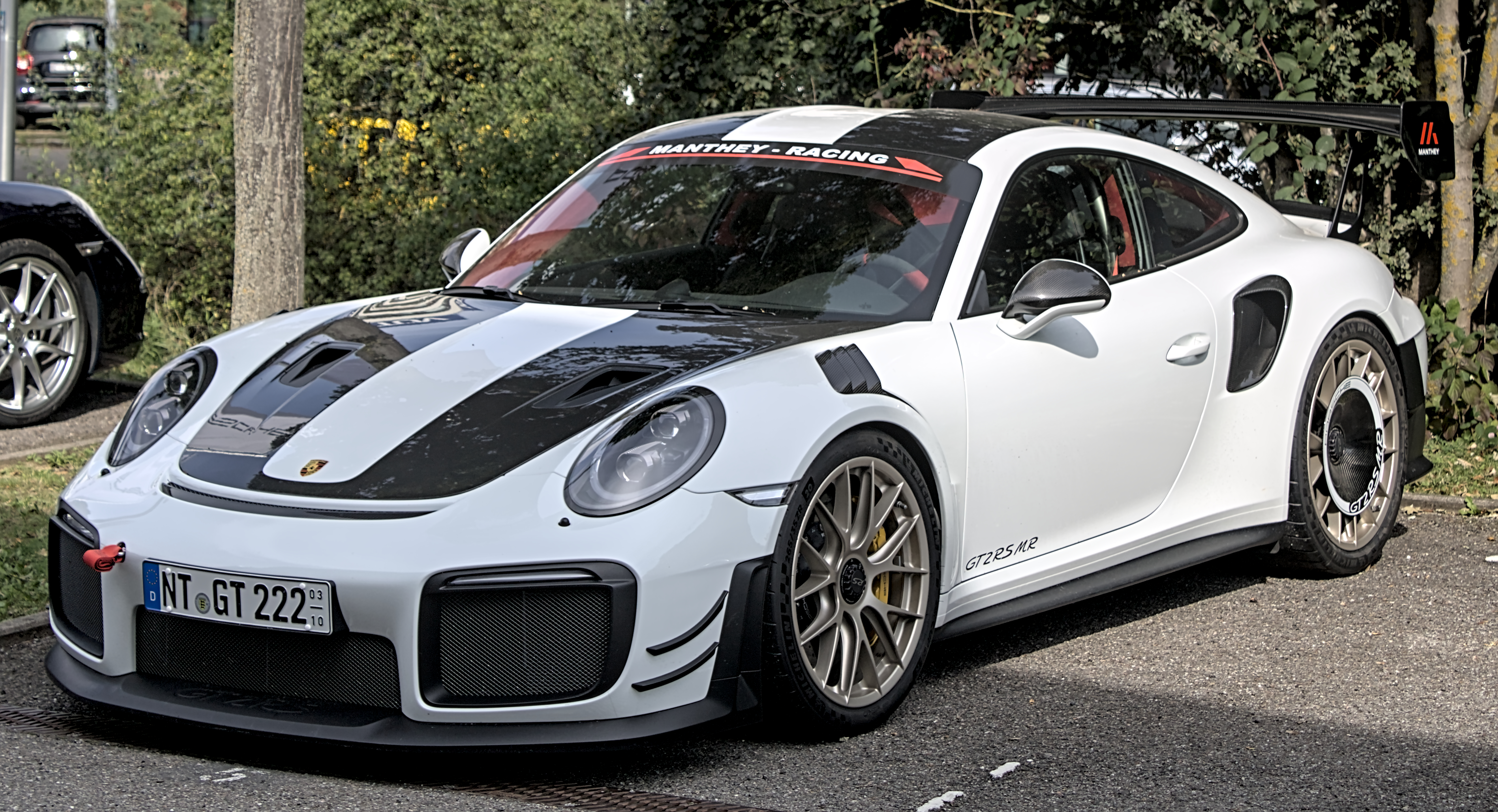
Porsche 911 GT2 RS MR

Ein GT2 RS umrundete am 20. September 2017 die Nordschleife in 6:47,3 Minuten. Das war zu diesem Zeitpunkt die schnellste Rundenzeit für straßenzugelassene Sportwagen auf der Rennstrecke. Im Sommer 2018 ging dieser Rekord vorübergehend an den Lamborghini Aventador SVJ, bis am 25. Oktober 2018 mit 6:40,3 Minuten abermals eine neue Bestzeit aufgestellt wurde. Bei diesem Fahrzeug handelte es sich um eine von Manthey-Racing modifizierte Variante des Porsche 991 GT2 RS mit dem Namenszusatz MR.

### 911 Carrera T

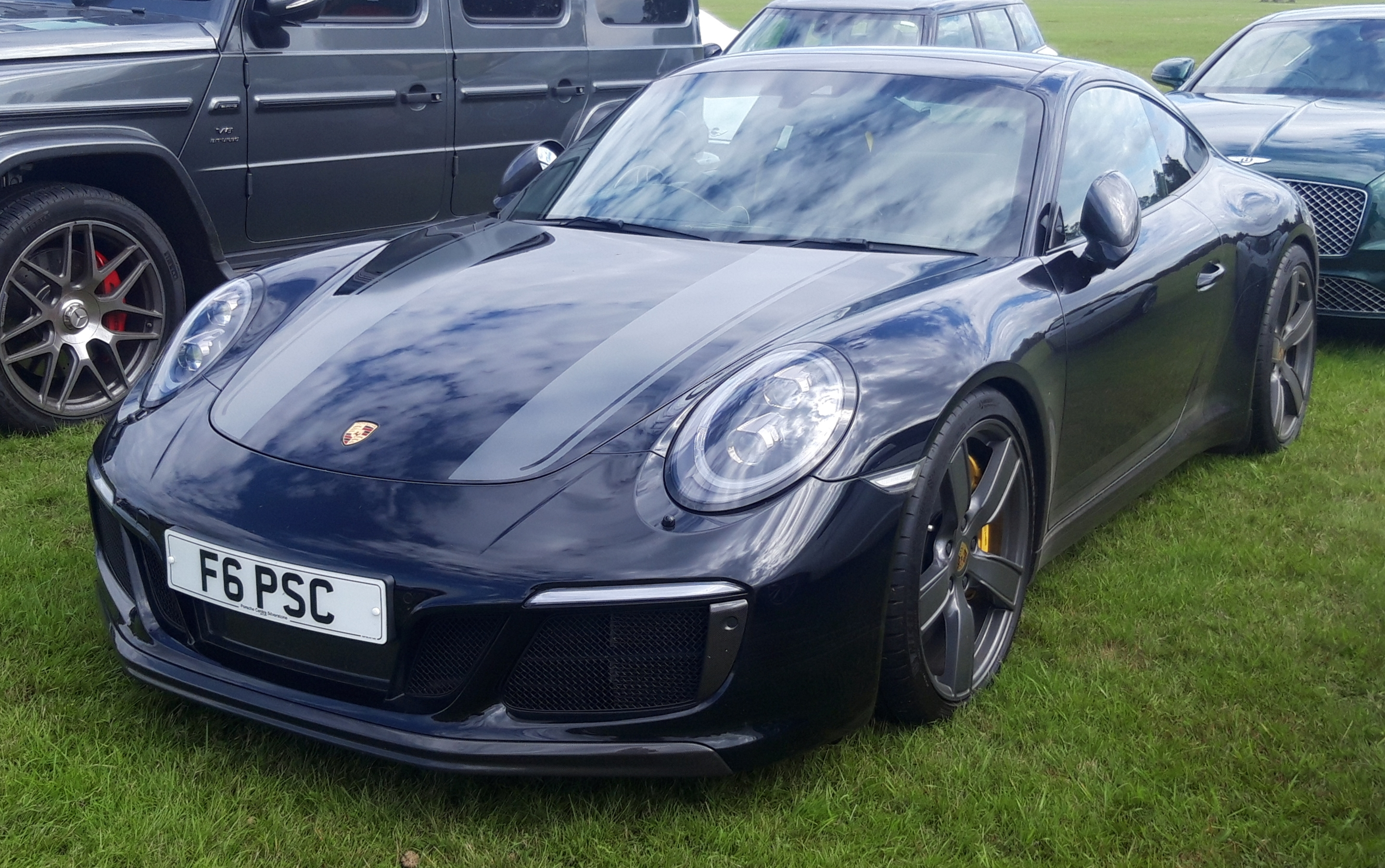
Porsche 911 Carrera T

Am 23. Oktober 2017 präsentierte Porsche die ersten Bilder des 911 Carrera T. Er basiert auf dem 911 Carrera und leistet unverändert 272 kW (370 PS). Anders als beim 911 Carrera ist ein PASM-Sportfahrwerk mit Tieferlegung, eine aufpreispflichtige Allradlenkung und ein mechanisches Hinterachssperrdifferential erhältlich. Um das Gewicht zu senken, werden die Rücksitze entfernt, Heck- und Fondseitenscheiben aus dünnerem Glas und weniger Dämmmaterial eingebaut. So konnte das Fahrzeuggewicht um 20 kg auf 1.425 kg gesenkt werden. Standard ist ein kürzer übersetztes, manuell zu schaltendes 7-Gang-Schaltgetriebe, wahlweise ist auch ein Doppelkupplungsgetriebe (PDK) erhältlich. Der Wagen beschleunigt mit Handschaltgetriebe in 4,5 Sekunden auf 100 km/h, mit dem Doppelkupplungsgetriebe in 4,2 Sekunden. Die Höchstgeschwindigkeit liegt bei über 290 km/h. In Deutschland kostet der Carrera T 107.553 Euro einschließlich Mehrwertsteuer und kann seit Oktober 2017 bestellt werden, die Auslieferung startete im Januar 2018.

### 911 Targa 4 GTS Exclusive Manufaktur Edition
Ab November 2018 war für den deutschen Markt ein auf 250 Einheiten limitierter Targa 4 GTS Exclusive Manufaktur Edition erhältlich. Das Fahrzeug wurde im Porsche-Ausstellungsraum in Sylt präsentiert. Es wird von einem Sechszylinderboxermotor mit 2981 cm3 Hubraum und Biturboaufladung angetrieben, der nach dem Ottoverfahren arbeitet und eine Nennleistung von 331 kW entwickelt. Der bis zu 306 km/h schnelle Wagen hat eine achatgraue Metallic-Lackierung mit Zierelementen in den Farbtönen „Weißgoldmetallic“ und „Brillantsilber“, die die sonst für GTS-Modelle charakteristischen, schwarzen Bauteile zum Großteil ersetzen. Der Innenraum ist in Brauntönen gehalten.

### 911 Speedster

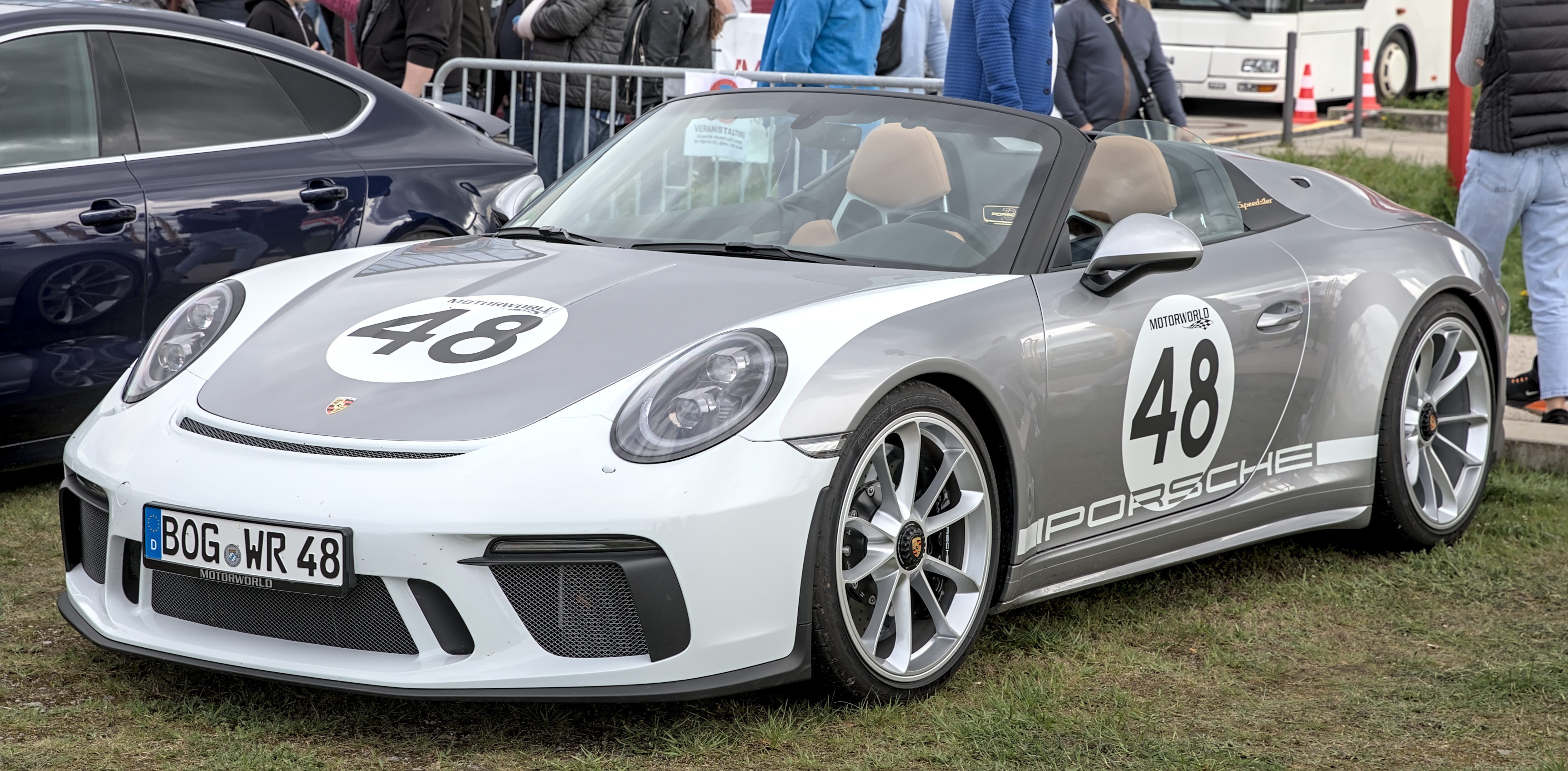
Porsche 911 Speedster

Zum Abschluss der Modellgeneration präsentierte Porsche auf der NYIAS im April 2019 das auf 1948 Exemplare limitierte Sondermodell Speedster.

### Technische Daten (991.2)
| Porsche 991.2:                                                                 | 911 Carrera T | 911 Carrera | 911 Carrera 4 | 911 Carrera S | 911 Carrera 4 S | 911 Carrera GTS | 911 Carrera 4 GTS | 911 Turbo | 911 Turbo S | 911 Turbo S Exclusive | 911 GT2 RS | 911 GT3 | 911 GT3 RS |
| ------------------------------------------------------------------------------ | --- | --- | --- | --- | --- | --- | --- | --- | --- | --- | --- | --- | --- |
| Motor:                                                                         | Sechszylinder-Boxermotor (Viertakt) mit Turboaufladung | Sechszylinder-Boxermotor (Viertakt) mit Turboaufladung | Sechszylinder-Boxermotor (Viertakt) mit Turboaufladung | Sechszylinder-Boxermotor (Viertakt) mit Turboaufladung | Sechszylinder-Boxermotor (Viertakt) mit Turboaufladung | Sechszylinder-Boxermotor (Viertakt) mit Turboaufladung | Sechszylinder-Boxermotor (Viertakt) mit Turboaufladung | Sechszylinder-Boxermotor (Viertakt) mit Turboaufladung | Sechszylinder-Boxermotor (Viertakt) mit Turboaufladung | Sechszylinder-Boxermotor (Viertakt) mit Turboaufladung | Sechszylinder-Boxermotor (Viertakt) mit Turboaufladung | Sechszylinder-Boxermotor (Viertakt) | Sechszylinder-Boxermotor (Viertakt) |
| Hubraum:                                                                       | 2981 cm³ | 2981 cm³ | 2981 cm³ | 2981 cm³ | 2981 cm³ | 2981 cm³ | 2981 cm³ | 3800 cm³ | 3800 cm³ | 3800 cm³ | 3800 cm³ | 3996 cm³ | 3996 cm³ |
| Bohrung × Hub:                                                                 | 91,0 × 76,4 mm | 91,0 × 76,4 mm | 91,0 × 76,4 mm | 91,0 × 76,4 mm | 91,0 × 76,4 mm | 91,0 × 76,4 mm | 91,0 × 76,4 mm | 102,0 × 77,5 mm | 102,0 × 77,5 mm | 102,0 × 77,5 mm | 102,0 × 77,5 mm | 102,0 × 81,5 mm | 102,0 × 81,5 mm |
| Leistung bei 1/min:                                                            | 272 kW (370 PS)/6500 | 272 kW (370 PS)/6500 | 272 kW (370 PS)/6500 | 309 kW (420 PS)/6500 | 309 kW (420 PS)/6500 | 331 kW (450 PS)/6500 | 331 kW (450 PS)/6500 | 397 kW (540 PS)/6400 | 427 kW (580 PS)/6750 | 446 kW (607 PS)/6750 | 515 kW (700 PS)/7000 | 368 kW (500 PS)/8250 | 383 kW (521 PS)/8250 |
| Max. Drehmoment bei 1/min:                                                     | 450 Nm/1700–5000 | 450 Nm/1700–5000 | 450 Nm/1700–5000 | 500 Nm/1700–5000 | 500 Nm/1700–5000 | 550 Nm/2150–5000 | 550 Nm/2150–5000 | 660 Nm/1950–5000 (Overboost: 710 Nm i. V. m. mit Sport Chrono Paket) | 700 Nm/2100–4250 (Overboost: 750 Nm i. V. m. mit Sport Chrono Paket) | 750 Nm/2250–4000 | 750 Nm/2500–4500 | 460 Nm/6000 | 470 Nm/6000 |
| Verdichtung:                                                                   | 10,0 : 1 | 10,0 : 1 | 10,0 : 1 | 10,0 : 1 | 10,0 : 1 | 10,0 : 1 | 10,0 : 1 | 9,8 : 1 | 9,8 : 1 | 9,8 : 1 | 9,0 : 1 | 13,3 : 1 | 13,3 : 1 |
| Ventilsteuerung:                                                               | 4-Ventil-Technik, 2 Nockenwellen pro Zylinderbank, Nockenwellenverstellung und Ventilhubschaltung durch VarioCam Plus, automatischer Ventilspielausgleich (starres Ventilspiel im GT3) | 4-Ventil-Technik, 2 Nockenwellen pro Zylinderbank, Nockenwellenverstellung und Ventilhubschaltung durch VarioCam Plus, automatischer Ventilspielausgleich (starres Ventilspiel im GT3) | 4-Ventil-Technik, 2 Nockenwellen pro Zylinderbank, Nockenwellenverstellung und Ventilhubschaltung durch VarioCam Plus, automatischer Ventilspielausgleich (starres Ventilspiel im GT3) | 4-Ventil-Technik, 2 Nockenwellen pro Zylinderbank, Nockenwellenverstellung und Ventilhubschaltung durch VarioCam Plus, automatischer Ventilspielausgleich (starres Ventilspiel im GT3) | 4-Ventil-Technik, 2 Nockenwellen pro Zylinderbank, Nockenwellenverstellung und Ventilhubschaltung durch VarioCam Plus, automatischer Ventilspielausgleich (starres Ventilspiel im GT3) | 4-Ventil-Technik, 2 Nockenwellen pro Zylinderbank, Nockenwellenverstellung und Ventilhubschaltung durch VarioCam Plus, automatischer Ventilspielausgleich (starres Ventilspiel im GT3) | 4-Ventil-Technik, 2 Nockenwellen pro Zylinderbank, Nockenwellenverstellung und Ventilhubschaltung durch VarioCam Plus, automatischer Ventilspielausgleich (starres Ventilspiel im GT3) | 4-Ventil-Technik, 2 Nockenwellen pro Zylinderbank, Nockenwellenverstellung und Ventilhubschaltung durch VarioCam Plus, automatischer Ventilspielausgleich (starres Ventilspiel im GT3) | 4-Ventil-Technik, 2 Nockenwellen pro Zylinderbank, Nockenwellenverstellung und Ventilhubschaltung durch VarioCam Plus, automatischer Ventilspielausgleich (starres Ventilspiel im GT3) | 4-Ventil-Technik, 2 Nockenwellen pro Zylinderbank, Nockenwellenverstellung und Ventilhubschaltung durch VarioCam Plus, automatischer Ventilspielausgleich (starres Ventilspiel im GT3) | 4-Ventil-Technik, 2 Nockenwellen pro Zylinderbank, Nockenwellenverstellung und Ventilhubschaltung durch VarioCam Plus, automatischer Ventilspielausgleich (starres Ventilspiel im GT3) | 4-Ventil-Technik, 2 Nockenwellen pro Zylinderbank, Nockenwellenverstellung und Ventilhubschaltung durch VarioCam Plus, automatischer Ventilspielausgleich (starres Ventilspiel im GT3) | 4-Ventil-Technik, 2 Nockenwellen pro Zylinderbank, Nockenwellenverstellung und Ventilhubschaltung durch VarioCam Plus, automatischer Ventilspielausgleich (starres Ventilspiel im GT3) |
| Motoraufladung:                                                                | 2 Abgasturbolader und 2 Ladeluftkühler | 2 Abgasturbolader und 2 Ladeluftkühler | 2 Abgasturbolader und 2 Ladeluftkühler | 2 Abgasturbolader und 2 Ladeluftkühler | 2 Abgasturbolader und 2 Ladeluftkühler | 2 Abgasturbolader und 2 Ladeluftkühler | 2 Abgasturbolader und 2 Ladeluftkühler | 2 Abgasturbolader mit verstellbaren Turbinenleitschaufeln und 2 Ladeluftkühler | 2 Abgasturbolader mit verstellbaren Turbinenleitschaufeln und 2 Ladeluftkühler | 2 Abgasturbolader mit verstellbaren Turbinenleitschaufeln und 2 Ladeluftkühler | 2 Abgasturbolader mit verstellbaren Turbinenleitschaufeln und 2 Ladeluftkühler | – | – |
| Getriebe (serienmäßig):                                                        | 7-Gang-Schaltgetriebe | 7-Gang-Schaltgetriebe | 7-Gang-Schaltgetriebe | 7-Gang-Schaltgetriebe | 7-Gang-Schaltgetriebe | 7-Gang-Schaltgetriebe | 7-Gang-Schaltgetriebe | 7-Gang-Doppelkupplungsgetriebe (PDK) | 7-Gang-Doppelkupplungsgetriebe (PDK) | 7-Gang-Doppelkupplungsgetriebe (PDK) | 7-Gang-Doppelkupplungsgetriebe (PDK) | 6-Gang-Schaltgetriebe | 7-Gang-Doppelkupplungsgetriebe (PDK) |
| Getriebe (optional):                                                           | 7-Gang-Doppelkupplungsgetriebe (PDK) | 7-Gang-Doppelkupplungsgetriebe (PDK) | 7-Gang-Doppelkupplungsgetriebe (PDK) | 7-Gang-Doppelkupplungsgetriebe (PDK) | 7-Gang-Doppelkupplungsgetriebe (PDK) | 7-Gang-Doppelkupplungsgetriebe (PDK) | 7-Gang-Doppelkupplungsgetriebe (PDK) | – | – | – | – | 7-Gang-Doppelkupplungsgetriebe (PDK) | – |
| Antrieb:                                                                       | Hinterradantrieb | Hinterradantrieb | Allradantrieb | Hinterradantrieb | Allradantrieb | Hinterradantrieb | Allradantrieb | Allradantrieb | Allradantrieb | Allradantrieb | Hinterradantrieb | Hinterradantrieb | Hinterradantrieb |
| Bremsen:                                                                       | Aluminium-Monobloc-Festsattelbremsen, 4 Kolben vorne und hinten | Aluminium-Monobloc-Festsattelbremsen, 4 Kolben vorne und hinten | Aluminium-Monobloc-Festsattelbremsen, 4 Kolben vorne und hinten | Aluminium-Monobloc-Festsattelbremsen, 6 Kolben vorne und 4 Kolben hinten | Aluminium-Monobloc-Festsattelbremsen, 6 Kolben vorne und 4 Kolben hinten | Aluminium-Monobloc-Festsattelbremsen, 6 Kolben vorne und 4 Kolben hinten | Aluminium-Monobloc-Festsattelbremsen, 6 Kolben vorne und 4 Kolben hinten | Aluminium-Monobloc-Festsattelbremsen, 6 Kolben vorne und 4 Kolben hinten | Aluminium-Monobloc-Festsattelbremsen, 6 Kolben vorne und 4 Kolben hinten | Aluminium-Monobloc-Festsattelbremsen, 6 Kolben vorne und 4 Kolben hinten | Aluminium-Monobloc-Festsattelbremsen, 6 Kolben vorne und 4 Kolben hinten | Aluminium-Monobloc-Festsattelbremsen, 6 Kolben vorne und 4 Kolben hinten | Aluminium-Monobloc-Festsattelbremsen, 6 Kolben vorne und 4 Kolben hinten |
| Bremsscheiben:                                                                 | Durchmesser 330 mm vorne und hinten, innenbelüftet und gelocht | Durchmesser 330 mm vorne und hinten, innenbelüftet und gelocht | Durchmesser 330 mm vorne und hinten, innenbelüftet und gelocht | Durchmesser 350 mm vorne und 330 mm hinten, innenbelüftet und gelocht | Durchmesser 350 mm vorne und 330 mm hinten, innenbelüftet und gelocht | Durchmesser 410 mm vorne und 390 mm hinten, innenbelüftet und gelocht | Durchmesser 410 mm vorne und 390 mm hinten, innenbelüftet und gelocht | Durchmesser 380 mm vorne und hinten, innenbelüftet und gelocht | Durchmesser 410 mm vorne und 390 mm hinten, innenbelüftet und gelocht | Durchmesser 410 mm vorne und 390 mm hinten, innenbelüftet und gelocht | Durchmesser 410 mm vorne und 390 mm hinten, innenbelüftet und gelocht | Durchmesser 380 mm vorne und hinten, innenbelüftet und gelocht | Durchmesser 380 mm vorne und hinten, innenbelüftet und gelocht |
| Radaufhängung vorn:                                                            | MacPherson-Federbeine, Querlenker, Stabilisator | MacPherson-Federbeine, Querlenker, Stabilisator | MacPherson-Federbeine, Querlenker, Stabilisator | MacPherson-Federbeine, Querlenker, Stabilisator | MacPherson-Federbeine, Querlenker, Stabilisator | MacPherson-Federbeine, Querlenker, Stabilisator | MacPherson-Federbeine, Querlenker, Stabilisator | MacPherson-Federbeine, Querlenker, Stabilisator | MacPherson-Federbeine, Querlenker, Stabilisator | MacPherson-Federbeine, Querlenker, Stabilisator | MacPherson-Federbeine, Querlenker, Stabilisator | MacPherson-Federbeine, Querlenker, Stabilisator | MacPherson-Federbeine, Querlenker, Stabilisator |
| Radaufhängung hinten:                                                          | LSA-Fünflenker-Einzelradaufhängung, Stabilisator optional: aktive Hinterachslenkung | LSA-Fünflenker-Einzelradaufhängung, Stabilisator optional: aktive Hinterachslenkung | LSA-Fünflenker-Einzelradaufhängung, Stabilisator optional: aktive Hinterachslenkung | LSA-Fünflenker-Einzelradaufhängung, Stabilisator optional: aktive Hinterachslenkung | LSA-Fünflenker-Einzelradaufhängung, Stabilisator optional: aktive Hinterachslenkung | LSA-Fünflenker-Einzelradaufhängung, Stabilisator optional: aktive Hinterachslenkung | LSA-Fünflenker-Einzelradaufhängung, Stabilisator optional: aktive Hinterachslenkung | LSA-Fünflenker-Einzelradaufhängung mit aktiver Hinterachslenkung, Stabilisator | LSA-Fünflenker-Einzelradaufhängung mit aktiver Hinterachslenkung, Stabilisator | LSA-Fünflenker-Einzelradaufhängung mit aktiver Hinterachslenkung, Stabilisator | LSA-Fünflenker-Einzelradaufhängung mit aktiver Hinterachslenkung, Stabilisator | LSA-Fünflenker-Einzelradaufhängung mit aktiver Hinterachslenkung, Stabilisator | LSA-Fünflenker-Einzelradaufhängung mit aktiver Hinterachslenkung, Stabilisator |
| Lenkung:                                                                       | Zahnstangenlenkung | Zahnstangenlenkung | Zahnstangenlenkung | Zahnstangenlenkung | Zahnstangenlenkung | Zahnstangenlenkung | Zahnstangenlenkung | Zahnstangenlenkung | Zahnstangenlenkung | Zahnstangenlenkung | Zahnstangenlenkung | Zahnstangenlenkung | Zahnstangenlenkung |
| Karosserie:                                                                    | Selbsttragende Karosserie in Aluminium-Stahl-Mischbauweise | Selbsttragende Karosserie in Aluminium-Stahl-Mischbauweise | Selbsttragende Karosserie in Aluminium-Stahl-Mischbauweise | Selbsttragende Karosserie in Aluminium-Stahl-Mischbauweise | Selbsttragende Karosserie in Aluminium-Stahl-Mischbauweise | Selbsttragende Karosserie in Aluminium-Stahl-Mischbauweise | Selbsttragende Karosserie in Aluminium-Stahl-Mischbauweise | Selbsttragende Karosserie in Aluminium-Stahl-Mischbauweise | Selbsttragende Karosserie in Aluminium-Stahl-Mischbauweise | Selbsttragende Karosserie in Aluminium-Stahl-Mischbauweise | Selbsttragende Karosserie in Aluminium-Stahl-Mischbauweise | Selbsttragende Karosserie in Aluminium-Stahl-Mischbauweise | Selbsttragende Karosserie in Aluminium-Stahl-Mischbauweise |
| Luftwiderstandsbeiwert (cw):                                                   | 0,31 | 0,29 | 0,29 | 0,30 | 0,30 | 0,31 | 0,31 | 0,31 | 0,31 | 0,31 | 0,35 | 0,33 | 0,36 |
| Radstand:                                                                      | 2450 mm | 2450 mm | 2450 mm | 2450 mm | 2450 mm | 2450 mm | 2450 mm | 2450 mm | 2450 mm | 2450 mm | 2453 mm | 2457 mm | 2453 mm |
| Reifen/Felgen:                                                                 | VA: 245 × 35 ZR20 auf 8,5J × 20 HA: 305 × 30 ZR20 auf 11,5J × 20 | VA: 235 × 40 ZR19 auf 8,5J × 19 HA: 295 × 35 ZR19 auf 11,5J × 19 | VA: 235 × 40 ZR19 auf 8,5J × 19 HA: 295 × 35 ZR19 auf 11,5J × 19 | VA: 245 × 35 ZR20 auf 8,5J × 20 HA: 305 × 30 ZR20 auf 11,5J × 20 | VA: 245 × 35 ZR20 auf 8,5J × 20 HA: 305 × 30 ZR20 auf 11,5J × 20 | VA: 245 × 35 ZR20 auf 8,5J × 20 HA: 305 × 30 ZR20 auf 11,5J × 20 | VA: 245 × 35 ZR20 auf 8,5J × 20 HA: 305 × 30 ZR20 auf 11,5J × 20 | VA: 245 × 35 ZR20 auf 9J × 20 HA: 305 × 30 ZR20 auf 12J × 20 | VA: 245 × 35 ZR20 auf 9J × 20 HA: 305 × 30 ZR20 auf 12J × 20 | VA: 245 × 35 ZR20 auf 9J × 20 HA: 305 × 30 ZR20 auf 12J × 20 | VA: 265 × 35 ZR20 auf 9,5J × 20 HA: 325 × 30 ZR21 auf 12,5J × 21 | VA: 245 × 35 ZR20 auf 9J × 20 HA: 305 × 30 ZR20 auf 12J × 20 | VA: 265 × 35 ZR20 auf 9,5J × 20 HA: 325 × 30 ZR21 auf 12,5J × 21 |
| Maße L × B × H:                                                                | 4527 × 1808 × 1285 mm | 4499 × 1808 × 1294 mm | 4499 × 1852 × 1295 mm | 4499 × 1808 × 1296 mm | 4499 × 1852 × 1298 mm | 4528 × 1852 × 1284 mm | 4528 × 1852 × 1284 mm | 4507 × 1880 × 1297 mm | 4507 × 1880 × 1297 mm | 4507 × 1880 × 1297 mm | 4549 × 1880 × 1297 mm | 4562 × 1852 × 1271 mm | 4557 × 1880 × 1297 mm |
| Leergewicht nach EG: Cabriolet/Targa: + 70 kg                                  | 1500 kg PDK: 1520 kg | 1505 kg PDK: 1525 kg | 1555 kg PDK: 1575 kg | 1515 kg PDK: 1535 kg | 1565 kg PDK: 1585 kg | 1525 kg PDK: 1545 kg | 1570 kg PDK: 1590 kg | 1670 kg | 1675 kg | 1675 kg | 1545 kg | 1488 kg PDK: 1505 kg | 1505 kg |
| Höchstgeschwindigkeit:                                                         | 293 km/h PDK: 291 km/h | 295 km/h PDK: 293 km/h | 292 km/h PDK: 290 km/h | 308 km/h PDK: 306 km/h | 305 km/h PDK: 303 km/h | 312 km/h PDK: 310 km/h | 310 km/h PDK: 308 km/h | 320 km/h | 330 km/h | 330 km/h | 340 km/h | 320 km/h PDK: 318 km/h | 312 km/h |
| Beschleunigung, 0–100 km/h:                                                    | 4,5 s PDK: 4,2 s | 4,6 s PDK: 4,4 s Sport Plus: 4,2 s | 4,5 s PDK: 4,3 s Sport Plus: 4,1 s | 4,3 s PDK: 4,1 s Sport Plus: 3,9 s | 4,2 s PDK: 4,0 s Sport Plus: 3,8 s | 4,1 s PDK: 3,7 s | 4,0 s PDK: 3,6 s | 3,0 s | 2,9 s | 2,9 s | 2,8 s | 3,9 s PDK: 3,4 s | 3,2 s |
| Kraftstoffverbrauch auf 100 km (Super Plus 98 Oktan): Cabriolet/Targa: + 0,2 l | 9,5 l PDK: 8,5 l | 8,3 l PDK: 7,4 l | 8,7 l PDK: 7,7 l | 8,7 l PDK: 7,7 l | 8,9 l PDK: 7,9 l | 9,4 l PDK: 8,3 l | 9,5 l PDK: 8,5 l | 9,1 l | 9,1 l | 9,1 l | 11,8 l | 12,9 l PDK: 12,7 l | 12,8 l |
| CO2-Emission in g/km:                                                          | 215 PDK: 193 | 190 PDK: 169 | 201 PDK: 177 | 199 PDK: 174 | 204 PDK: 180 | 212 PDK: 188 | 216 PDK: 192 | 212 | 212 | 212 | 269 | 290 PDK: 288 | 291 |

## Produktionszahlen 991er
Gesamtproduktion Fahrzeuge von 2011 bis 2019
| Jahr | 2011 | 2012   | 2013   | 2014   | 2015   | 2016   | 2017   | 2018   | 2019    | Summe |
| ---- | ---- | ------ | ------ | ------ | ------ | ------ | ------ | ------ | ------- | ----- |
|      |      | 11.409 | 29.751 | 31.590 | 31.373 | 31.648 | 33.820 | 36.236 | 37.585* |       |

*2019: 991.2 und 992.1

## Auszeichnungen
Der Porsche 991 Carrera Coupé, in normaler und in S-Ausführung, wurde 2012 für sein Design mit dem red dot design award ausgezeichnet.

### Verkaufsliteratur
- Der neue 911. Porsche Identität. Dr. Ing. h.c. F. Porsche AG, Stuttgart. Stand 09/11 WSLC 1201 000 410 DE/WW
- Der 911. Die Modelle in Daten. Dr. Ing. h.c. F. Porsche AG, Stuttgart. Stand 11/11
- Der neue 911. Tradition. Zukunft. Dr. Ing. h.c. F. Porsche AG, Stuttgart. Stand 10/15 WSLC 1601 000 810 DE/WW
- Der 911. Die Preise. Dr. Ing. h.c. F. Porsche AG, Stuttgart. Stand 03/17
- Die neuen 911 GTS Modelle. Aus innerem Antrieb. Dr. Ing. h.c. F. Porsche AG, Stuttgart. Stand 01/17 WSLM 1701 000 110 DE/WW